# Scharfenbergkupplung

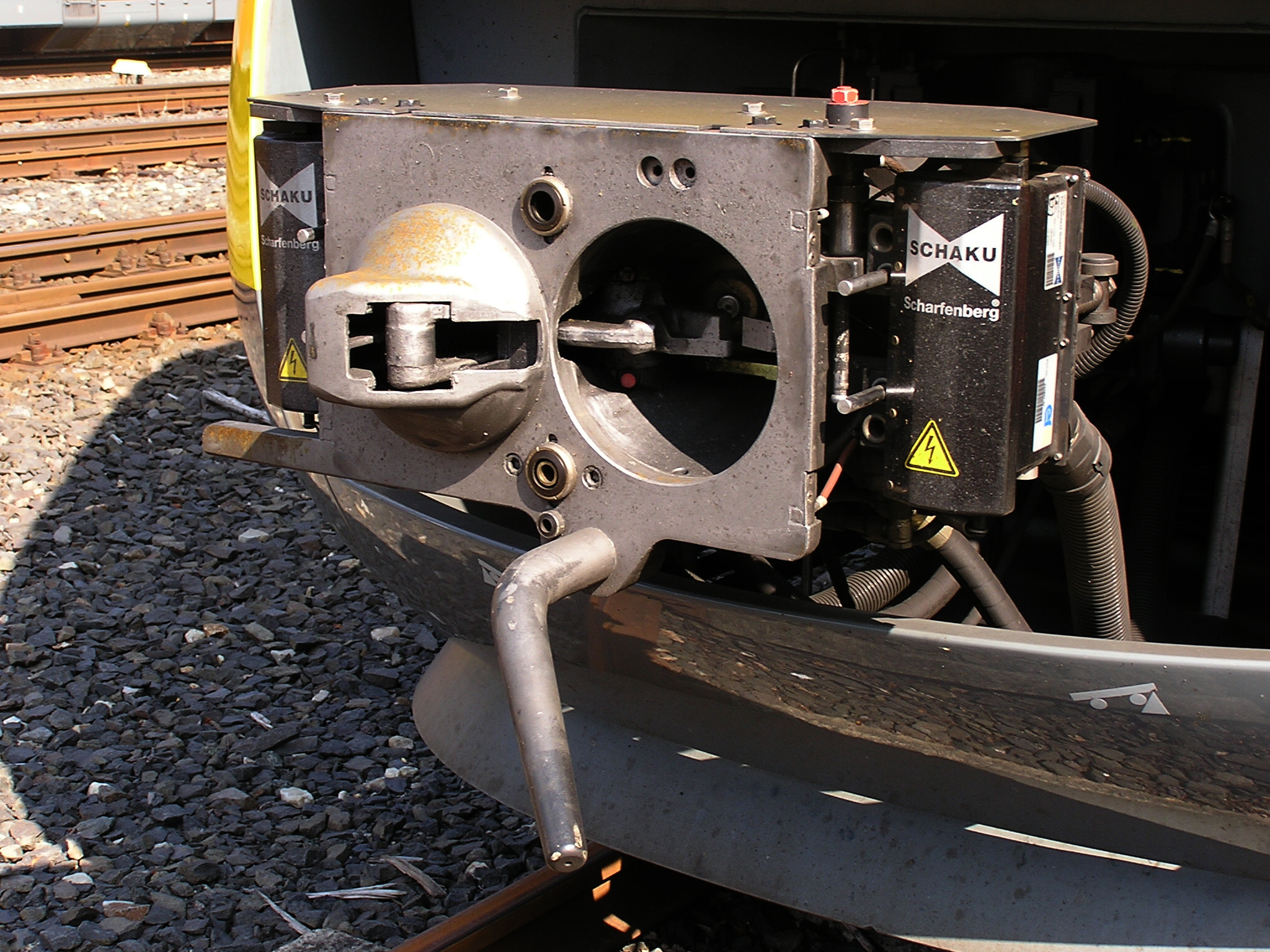
Kupplung Typ 10 mit seitlichen Kontaktaufsätzen bei einem LINT

Die Scharfenbergkupplung (Abk. Schaku) gehört zu den Mittelpufferkupplungen. Sie ermöglicht ein schnelles, einfaches und vor allem sicheres Kuppeln und Entkuppeln von Zügen. Entwickelt wurde die Kupplung von Karl Scharfenberg in der Waggonfabrik L. Steinfurt AG in Königsberg (Pr.), der 1904 und 1907 darauf Patente erhielt.

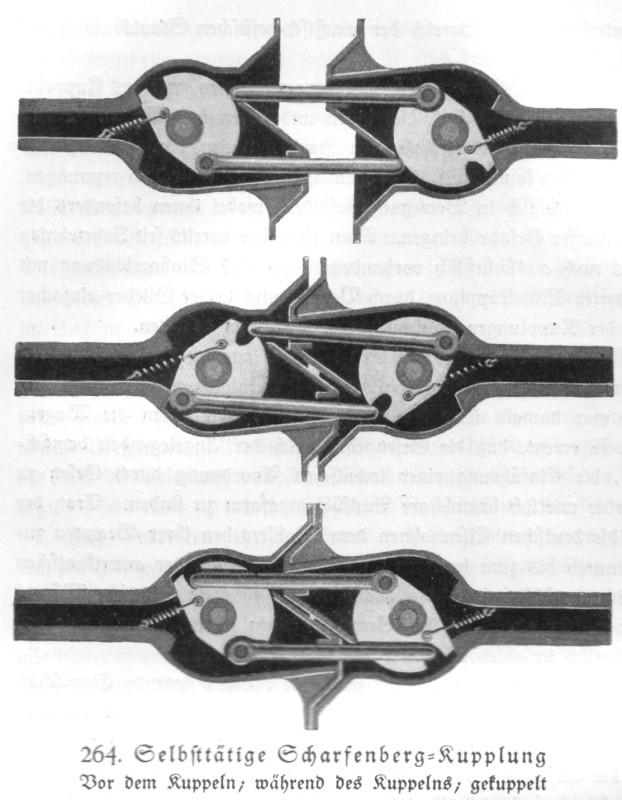
Schemazeichnung einer Scharfenbergkupplung

 1921 wurde in Berlin die Scharfenbergkupplung AG unter Beteiligung der Waggonfabrik L. Steinfurt Königsberg begründet.

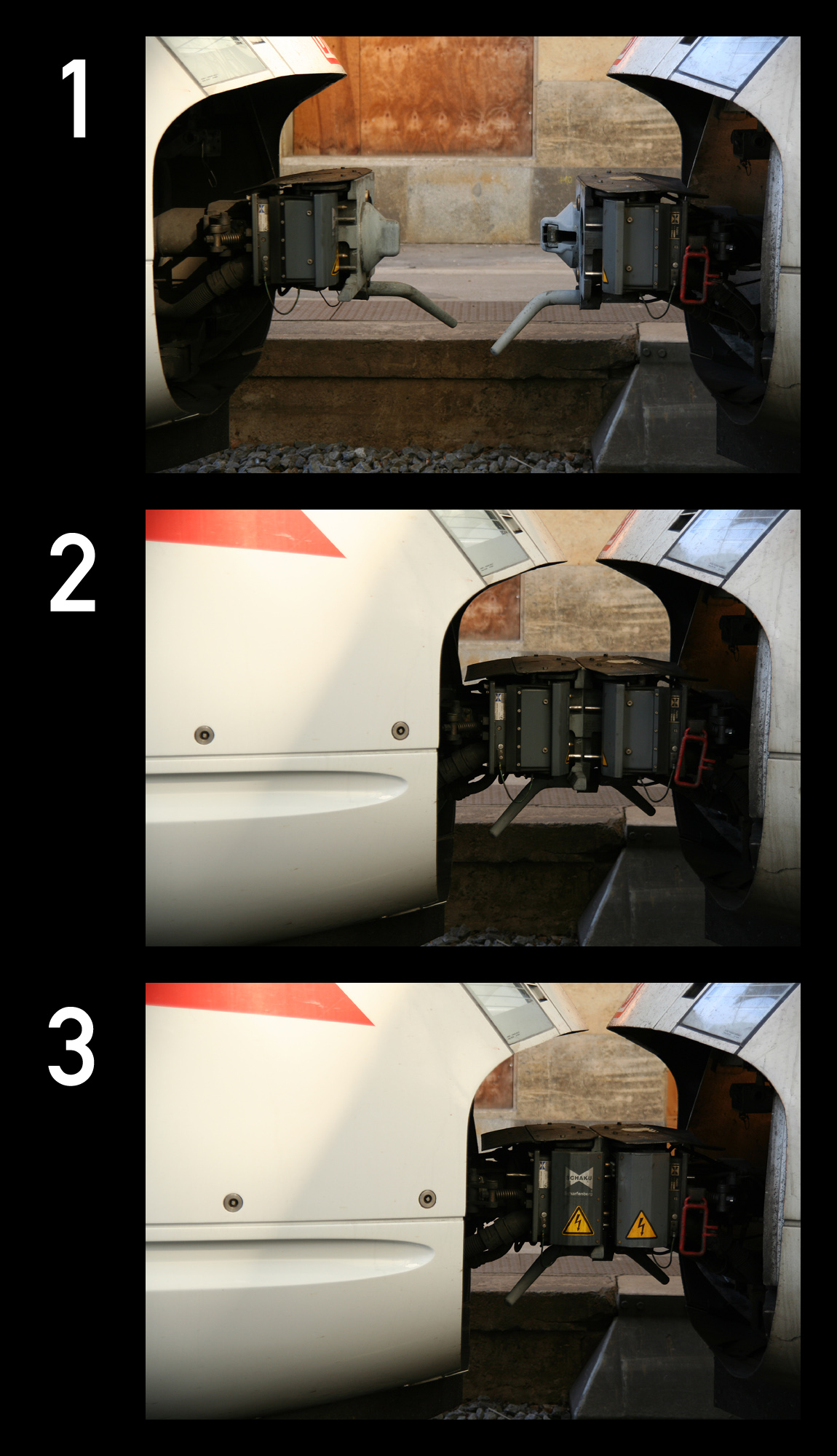
Kupplungsvorgang beim ICE-T. Bild 1: Züge sind kuppelbereit; Bild 2: Züge sind mechanisch gekuppelt; Bild 3: Züge sind mechanisch und elektrisch gekuppelt.

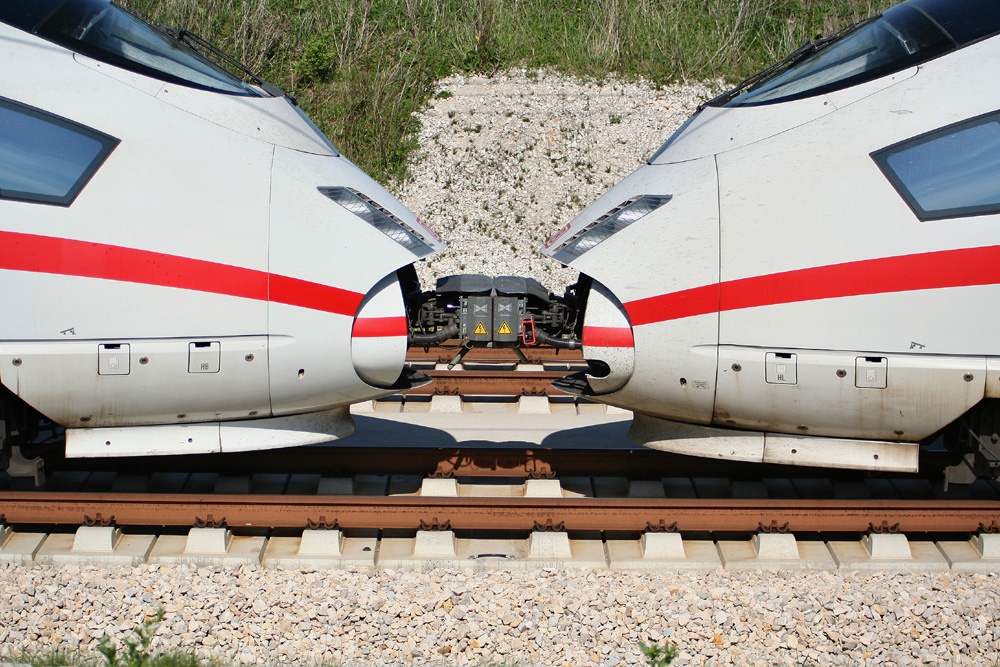
Zwei gekuppelte ICE 3

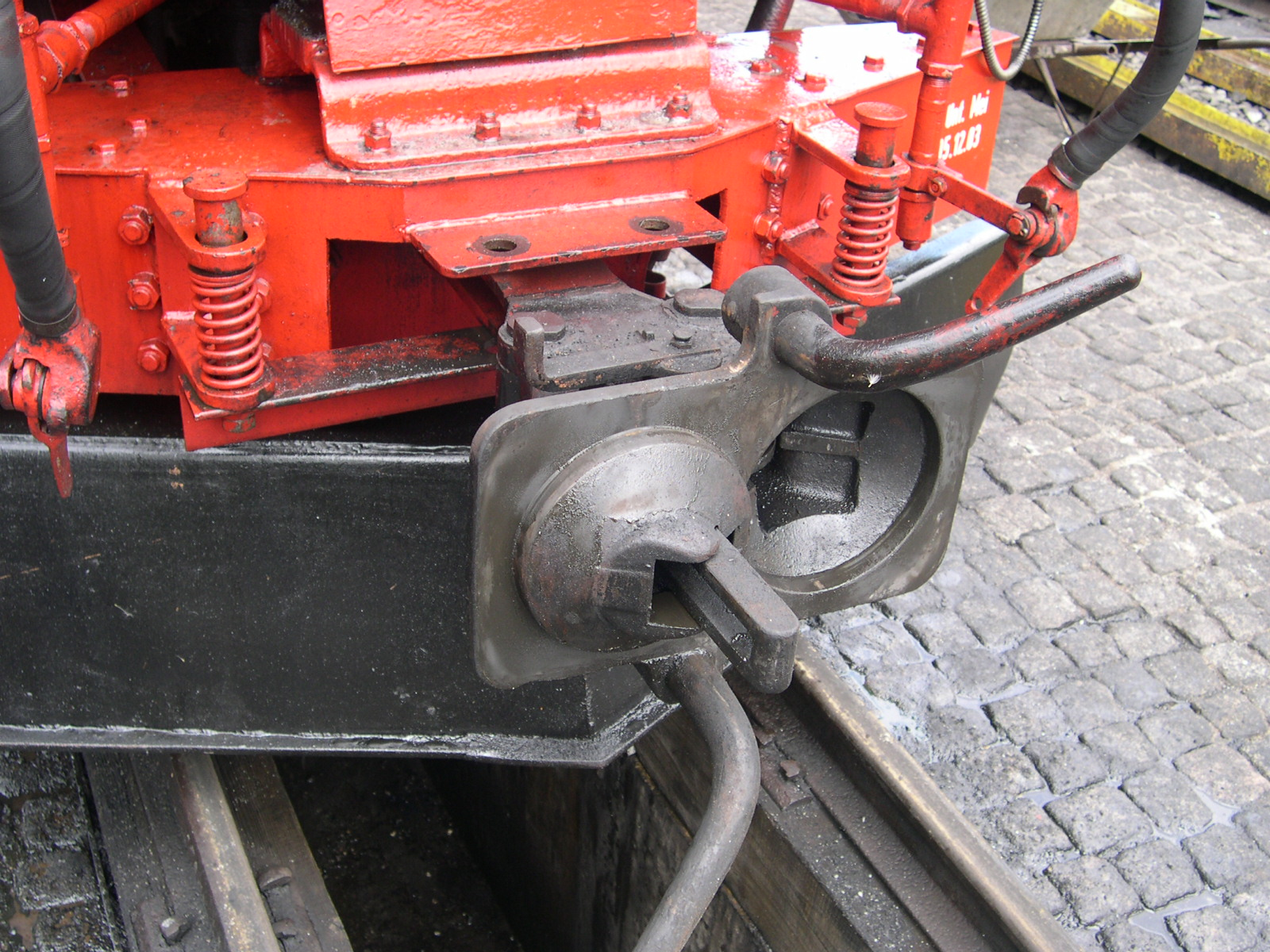
Scharfenbergkupplungskopf der Schmalspurbahnen in Sachsen, hier an der Dampflokomotive 99 1590 der Preßnitztalbahn in Jöhstadt

Heute sind Scharfenbergkupplungen weltweit in Zügen des Personenverkehrs aller Art im Einsatz, von Straßenbahn- bis zu Hochgeschwindigkeitszügen, und in nahezu allen Staatsbahnen zu finden. Im Jahr 2002 wurde der Typ 10 der Scharfenbergkupplung zum Standard für Hochgeschwindigkeitszüge erklärt und ist heute Bestandteil der Technischen Spezifikationen für die Interoperabilität (TSI).
Scharfenberg und Schaku sind eingetragene Markenzeichen der Voith Patent GmbH. Das damit verbunden technische Funktionsprinzip ist hingegen nicht patentrechtlich geschützt.

## Geschichte
In Deutschland suchte der Verein Deutscher Eisenbahnverwaltungen (VDEV) bereits 1873 mit folgender Ausschreibung nach einer besseren Kupplung:

„Wegen der großen Gefahr für Gesundheit und Leben der Beamten und Arbeiter der Eisenbahn, welche mit der gegenwärtigen Kupplung verbunden ist, wird vom VDEV ein 1. Preis von 3000 Talern und ein 2. Preis von 2000 Talern ausgesetzt für die Erfindung einer Einrichtung, mittels der die Kupplung der Eisenbahnwagen vorgenommen werden kann, ohne dass ein Dazwischentreten des die Kupplung ausführenden Arbeiters zwischen die Wagen erforderlich ist.“

Es kamen aber keine zufriedenstellenden Angebote auf diese Ausschreibung. In Deutschland konnte keine Kupplung gefunden werden, die alle Anforderungen des VDEV erfüllte. Dies sollte sich erst im Jahre 1903 ändern. Karl Scharfenberg meldete am 6. Mai 1903 ein Patent auf eine „Mittelpufferkupplung mit Öse und drehbarem Haken als Kuppelglieder“ an. Zu dieser Zeit wurden hunderte Patente auf automatische Kupplungen angemeldet. Seine Kupplung wurde zunächst 1908 bei der privaten Memeler Kleinbahn eingesetzt, wo sie sich gut bewährte.
1921 wurde die Scharfenberg-Kupplung AG mit Sitz in Berlin von der Waggonbaufirma Steinfurt in Königsberg und der Firma Busch in Bautzen gegründet. Es wurde festgelegt, dass die schweren Kupplungen für Züge in Königsberg gebaut werden sollten und alle anderen Kupplungen, beispielsweise für Lastwagen, in Bautzen. In Zusammenarbeit mit einigen Elektrofirmen, unter anderem mit Siemens und Brown Boveri, wurde eine verbesserte Kupplung entwickelt, mit der man auch elektrische Leitungen verbinden konnte. Zuvor mussten die elektrischen Leitungen von Hand verbunden werden. Auch die Bremsluftleitungen konnten nun automatisch verbunden werden.
Da sich in den Vorortbahnen von Berlin (Vorläufer der Berliner S-Bahn) die amerikanische Willison-Kupplung nicht bewährt hatte, war man dort auf der Suche nach einer besseren Kupplung und beschloss, die Scharfenbergkupplung einzuführen. 1924 führte auch die Berliner U-Bahn mit dem U-Bahn-Typ BI die Schaku ein, wenig später auch die U-Bahn in Buenos Aires (Argentinien).

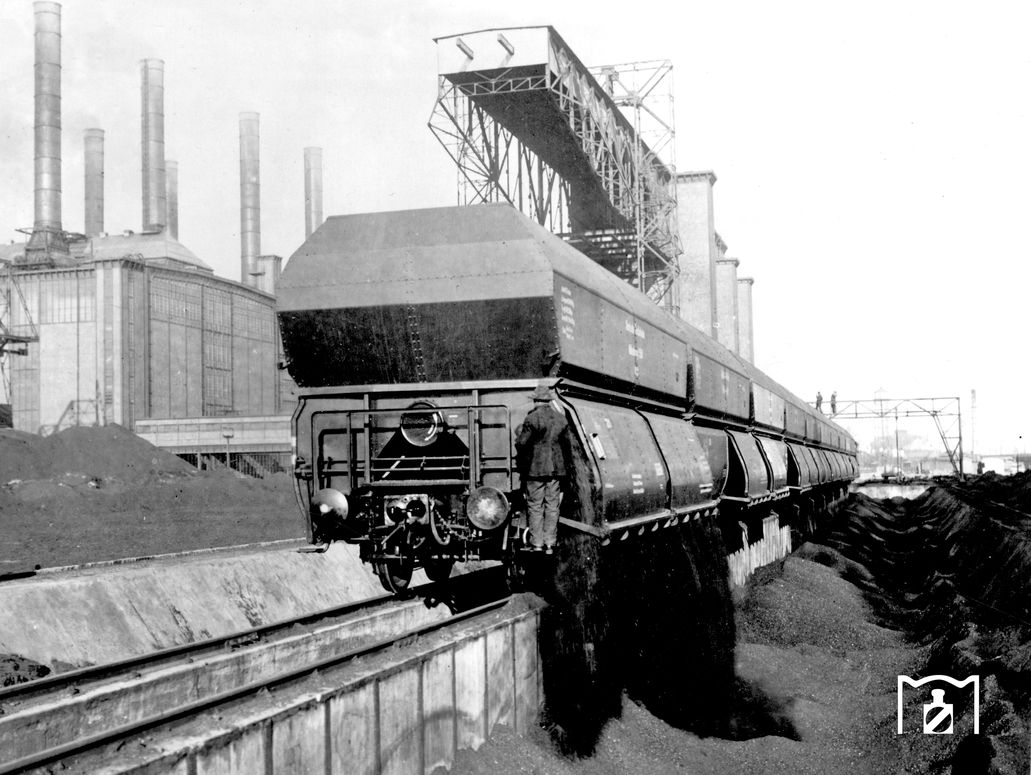
Kohleanlieferung mit Großraumselbstentladewagen am Kraftwerk Klingenberg, 1928

1926 meldete die Deutsche Reichsbahn Interesse an und baute Scharfenbergkupplungen versuchsweise in einige Großraum-Güterwagen ein, die im Kohlependelverkehr zum Berliner Kraftwerk Klingenberg verkehrten.
Weitere bekannte Vollbahnfahrzeuge, die auf den Gleisen der Deutschen Reichsbahn mit Scharfenbergkupplungen fuhren, waren 1935 die Diesel-Schnelltriebwagen und der Henschel-Wegmann-Zug, der mit seiner Dampflok eine Geschwindigkeit von 175 km/h erreichen konnte.
Nach dem Zweiten Weltkrieg verlegte die Scharfenberg AG ihren Sitz nach Salzgitter. Nach mehrmaligem Besitzerwechsel übernahm 1998 der Voith-Konzern die Scharfenbergkupplung GmbH & Co. KG. Heute werden die Kupplungen von der Voith Turbo GmbH & Co. KG unter den markenrechtlich geschützten Namen „Scharfenberg“ und „Schaku“ angeboten. Kompatible Kupplungsköpfe, die nach diesem Prinzip funktionieren, werden neben Voith auch von weiteren Herstellern wie Dellner oder Wabtec produziert und vertrieben.
Die Verbreitung der Scharfenbergkupplung ist in den letzten Jahrzehnten stark angestiegen. 1935 waren nur 20 000 Kupplungen in Europa eingebaut, 2004 waren es bereits über 250 000.
Obwohl das Kuppelprinzip bei allen Scharfenbergkupplungen das Gleiche ist, gibt es je nach Einsatzzweck unterschiedliche Kupplungstypen. So hat sich der Typ 10 der Scharfenbergkupplung vor allem in Vollbahn-Triebzügen auch im Hochgeschwindigkeitsverkehr bewährt und wurde 2002 zur Standardkupplung für Hochgeschwindigkeitszüge erklärt.
Kleinere Typen finden sich vorwiegend bei U-Bahn-Fahrzeugen und Straßenbahnen.
Untereinander sind die unterschiedlichen Typen nicht kuppelbar.

## Funktionsprinzip
Die Scharfenbergkupplung ist eine starre Mittelpufferkupplung. Die verbundenen Kuppelköpfe bilden eine steife Verbindung. Damit ermöglicht diese Kupplung das Mitkuppeln von elektrischen und pneumatischen Verbindungen. Zum Ausgleich von Relativbewegungen zwischen den gekuppelten Fahrzeugen sind die Kupplungen in den Bodenrahmen vertikal und horizontal ausschwenkbar gelagert.

Da die Scharfenbergkupplung die Druckkräfte mittig zum Fahrzeug überträgt und die klassische Schraubenkupplung diese Druckkräfte über die seitlichen Puffer überträgt, werden auch Prellböcke für Schraubenkupplungsfahrzeuge und Scharfenbergkupplungsfahrzeuge unterschiedlich aufgebaut. Es gibt aber auch Kombinationstypen, die mehrere Möglichkeiten zulassen. 

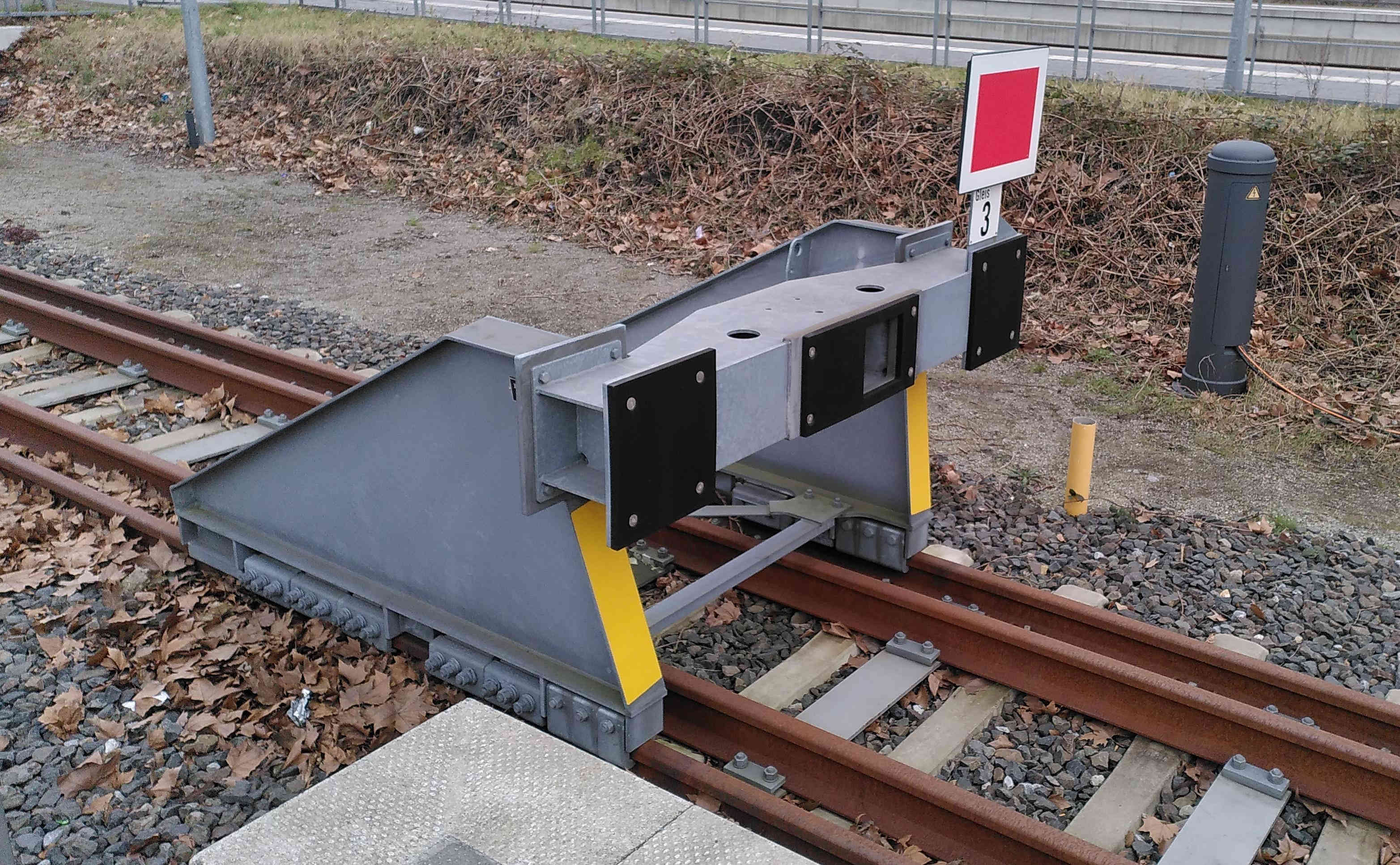
Kombinations Bremsprellbock mit seitlichen Platten zur Druckaufnahme der seitlichen Puffer einer Schraubenkupplung und einer zusätzlichen mittleren Platte zur Druckaufnahme an einer Scharfenbergkupplung. Bf Dorsten Gleis 3 15Feb2025

### Einstellungsverschluss

Schematische Darstellung eines Kupplungsensembles
Einzelteile einer Scharfenbergkupplung
Blockieren bei unterschiedlichen Radien
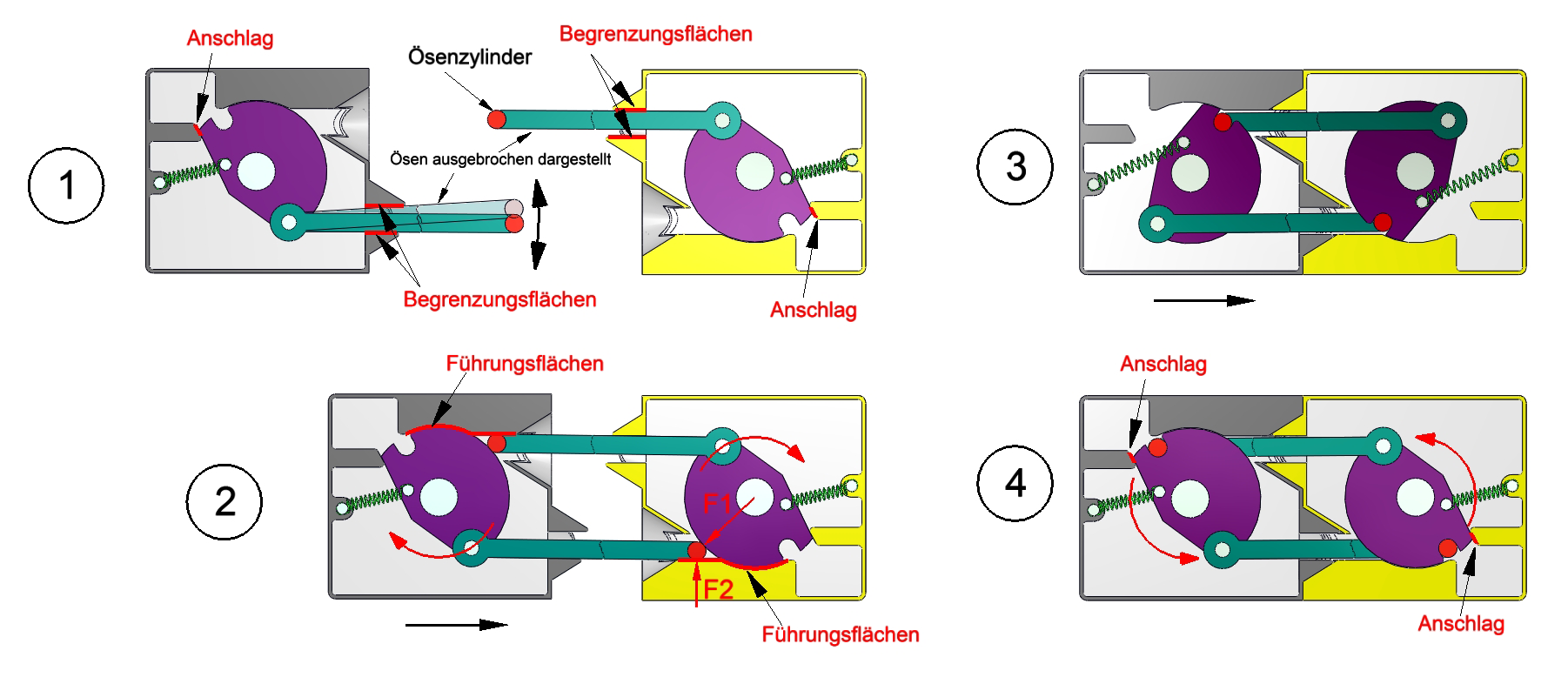
Kupplungsvorgang bei einer Scharfenbergkupplung
Kräfte bei einer gekuppelten Scharfenbergkupplung

Im Bild ist schematisch ein Kupplungsensemble dargestellt. Die Übertragung von Stoß- und Zugkräften auf den Wagenkasten (Rahmen) eines Schienenfahrzeugs erfolgt über eine sogenannte Anlenkung (siehe z. B. Tiefanlenkung). Der die eigentliche Kupplung enthaltende Kupplungskopf ist mit dieser über eine Stoßdämpfung (oder auch starr) verbunden. Die Anlenkung ist horizontal und vertikal gegenüber dem Fahrzeug verdrehbar und bewegt sich bei Kurvenfahrten oder Steigungsübergängen entsprechend. Meist ist die Anlenkung mit einer Mittenstelleinrichtung versehen, die das Kupplungsensemble im ungekuppelten Zustand in einer Mittellage zu halten sucht und bei Auslenkung durch Rückstellkräfte in diese Lage zurückzuführen bestrebt ist.
Kennzeichnend (und namensgebend) für die Kupplung ist das mechanische Verbindungsprinzip. Die Kupplungen für die pneumatischen und elektrischen Verbindungen sind diesem in vielfältigen Varianten zugeordnet.
Der Kupplungskopf ist mit jeweils einem Kegel und einem Trichter versehen, die beim Kuppeln mit den entsprechenden Teilen der Gegenkupplung zusammengefügt werden und dadurch zu einer Ausrichtung beider Kupplungsköpfe zueinander führen. Aus einem Durchbruch im Kegel ragt eine Öse, die in eine Öffnung im Trichter der Gegenkupplung eintaucht.
Im Gehäuse des Kupplungskopfes ist ein Hauptbolzen befestigt, auf dem drehbar die Hakenscheibe (Herzstück) angeordnet ist (siehe Bild). Die Hakenscheibe trägt den Ösenbolzen, um den sich die Öse drehen kann.
In der Hakenscheibe befindet sich das Hakenmaul (offenes Langloch). Die Mittelachse von dessen (zylindrischer) Rundungsfläche liegt um 180° versetzt auf dem gleichen Radius wie der Ösenbolzen (relativ zum Hauptbolzen). Dies ist zwingend erforderlich, da bei unterschiedlichen Radien von Ösenbolzen und Hakenmaul sich die durch die Ösen verbundenen Hakenscheiben gegenseitig blockieren würden und keine Bewegung möglich wäre (fertigungstechnisch bedingte kleine Unterschiede werden durch entsprechendes Spiel der gepaarten Teile ausgeglichen). Der Bewegung des Ösenbolzens einer Hakenscheibe um einen Winkel α muss die gleiche Winkelbewegung der anderen Hakenscheibe gegenüberstehen. Bei unterschiedlichen Radien ist dies nicht der Fall (siehe Bild).
Eine Zugfeder zieht das Herzstück gegen eine Anschlagsfläche am Gehäuse (kuppelbereite Stellung). Der Ösenzylinder greift beim Kuppeln in das Hakenmaul der Gegenkupplung ein.
Die Öffnung im Kegel des Gehäuses ist mit Begrenzungsflächen versehen, innerhalb des dadurch bestimmten Bereiches sich die Öse bewegen kann (siehe Bild). Die Öse kann auch durch konstruktive Maßnahmen (z. B. Federkraft) ständig an einer Begrenzungsfläche anliegen.
Die Stellung (1) zeigt Kupplung und Gegenkupplung der beiden zu kuppelnden Fahrzeuge in kuppelbereiter Stellung. Beim Zusammenfahren der Kupplungen treffen beide Ösen auf die jeweilige Hakenscheibe der anderen Kupplung und werden durch die Kräfte F1 (Hakenscheibe) und F2 (Führungsfläche) an der Weiterbewegung gehindert (Stellung (2)). Beim weiteren Zusammenfahren verdrehen die Ösen ihre Hakenscheiben (gegen die Kraft der jeweiligen Zugfeder). Dadurch wird eine Stellung erreicht, bei der die Ösenzylinder in das entsprechende Hakenmaul der Hakenscheibe gleiten (Stellung (3)) und Trichter und Kegel beider Kupplungen zusammengefügt sind. Die Ösen sind nun nicht mehr blockiert und die Hakenscheiben verdrehen sich aufgrund der auf sie wirkenden Federkräfte bis zu ihren Anschlägen (Stellung (4)), wodurch die Ösen in ihre Kupplungsstellung bewegt werden. Dieser Vorgang erfolgt mit einer schnellen (schnappenden) Bewegung. Es ist zu beachten, dass dadurch die Kupplungen nicht gegeneinander verspannt, sondern lediglich in eine unlösbare Stellung überführt werden. Die Verbindung ist also nicht spielfrei. Das ergibt sich daraus, dass für ein klemmfreies Kuppeln das jeweilige Hakenmaul etwas größer als der eingreifende Ösenzylinder und auch der Abstand zwischen Ösenzylinder und Ösenbolzen größer als der Abstand der Hauptbolzen im zusammengefahrenen Zustand sein müssen (vgl. dazu Animation). Das Spiel ist jedoch relativ klein, so dass die Kupplungsverbindung als starr angesehen werden kann und sich bei Kurvenfahrten nur die beiden Anlenkungen verdrehen.
Die Stärke der Zugfedern hat keinen Einfluss auf die Festigkeit der Kupplungsverbindung. Die Kraft der Feder muss nur so bemessen sein, dass sie die zugehörige Hakenscheibe und die Öse sicher in die jeweils erforderliche Position verdrehen kann.
Bei der dargestellten Kupplungsverbindung handelt es sich um eine Einstellungskupplung (Einstellungsverschluss), da sich die Hakenscheiben im kuppelbereiten Zustand und im gekuppelten Zustand in der gleichen Stellung (an ihren Anschlägen anliegend) befinden.
Die Kupplungsverbindung ist durch Zug- und Druckkräfte (Stoßkräfte) nicht lösbar (siehe Bild). Die Zugkraft Fz verteilt sich zu gleichen Teilen auf die Ösen. Es werden an den Hakenscheiben die beiden Drehmomente M und –M erzeugt, die sich gegenseitig aufheben und somit zu keiner die Kupplung lösenden Verdrehung der Hakenscheiben führen können. Die Druckkraft wird von den Kegel- und Trichterflächen der beiden Gehäuse aufgenommen.

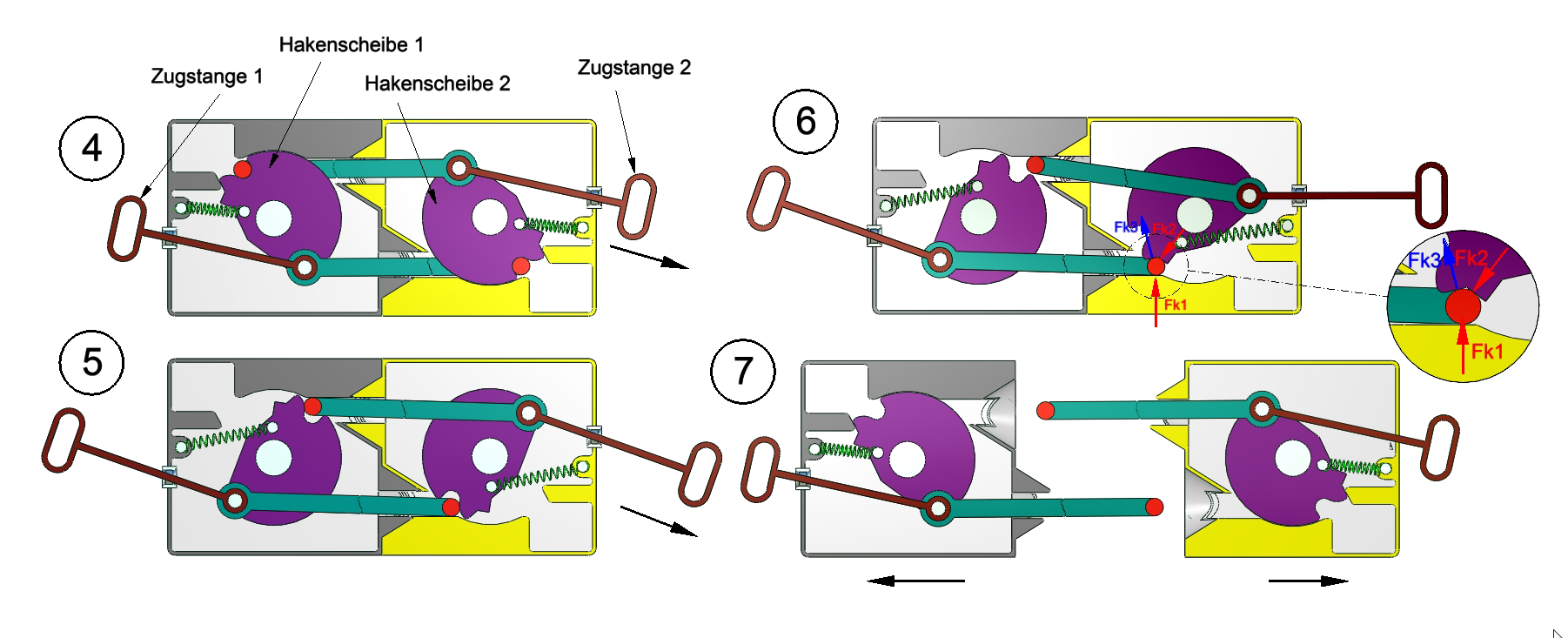
Entkuppeln einer Scharfenbergkupplung
Kupplungsversatz (Grenzfälle)
Kupplungsausrichtung

Um die Kupplungsverbindung zu lösen, muss eine der beiden Hakenscheiben (die andere bewegt sich dann entsprechend mit) von der Stellung (4) in die Stellung (3) verdreht werden. Dann können die Fahrzeuge auseinanderfahren. Die Verdrehung erfolgt meist pneumatisch (auf die Hakenscheibe wirkende Kolbenstange eines Pneumatikzylinders) oder manuell (Zugstange, Zugseil), selten elektrisch. Um zu vermeiden, dass die öffnende Kraft solange wirken muss, bis die Fahrzeuge getrennt sind, kann die Hakenscheibe bis zu einer stabilen Rastlage verdreht werden und ohne weitere Krafteinwirkung in dieser verbleiben. Das Auseinanderfahren der Fahrzeuge kann dann zu einem späteren Zeitpunkt erfolgen. Im Bild ist schematisch eine Ausführung mit manuell betätigter Zugstange dargestellt. Die gekuppelte Stellung (4) wird durch Ziehen der Zugstange 2 zunächst in die Stellung 5 überführt. Durch weiteres Ziehen gelangt der Ösenzylinder der Öse der Hakenscheibe 1 in eine prismatische Ausnehmung der Hakenscheibe 2 und wird dort durch die Kräfte Fk1 (Führungsfläche) und Fk2 (Hakenscheibe) blockiert (Stellung (6)). Die Hakenscheibe 1 kann somit nicht durch die auf sie wirkende Federkraft verdreht werden. Auch die Hakenscheibe 2 kann sich nicht verdrehen, da der Ösenzylinder mit der Kraft Fk3 auf sie wirkt. Die Öse der Hakenscheibe 2 hat sich aus der Hakenscheibe 1 gelöst. Einem Auseinanderfahren der Fahrzeuge setzt diese Stellung keinen Widerstand entgegen. Die Kupplungen schnappen danach in ihre kuppelbereiten Stellungen (7) zurück. Durch Ziehen der Zugstange 1 statt der Zugstange 2 wäre die Kupplung in gleicher Weise entkuppelt worden. Die Raststellung wird konstruktiv in verschiedener Weise realisiert.
Die weit aus dem Kupplungskopf hervorstehende Öse stellt für die automatische Zusammenführung der Kupplungen ein Hindernis dar (bei nicht exakt fluchtenden Kupplungsensembles). Moderne Konstruktionen weisen nur wenig über den Kegel vorstehende Ösen auf (siehe Bild). Nach sind vier Grenzfälle des Kupplungsversatzes zu unterscheiden (Mittenstelleinrichtung vorausgesetzt). Um in allen Fällen ein Zusammenfinden der Kupplungen zu gewährleisten, sind die Kupplungsköpfe mit Führungshörnern versehen (selten unten und oben). Diese sind insbesondere bei Kupplungen ohne Mittelstelleinrichtung von Bedeutung, bei denen das Kuppeln in beliebig ausgelenkter (jedoch eng begrenzter) Stellung der Anlenkungen erfolgt. Im Bild sind zwei Grenzfälle dargestellt, wobei nur in einem die Führungshörner wirksam werden. Die Führungshörner gleiten beim Zusammenfahren aufeinander und verdrehen aufgrund ihrer Schrägstellung die Anlenkungen in eine kuppelfähige Position.

### Zweistellungsverschluss

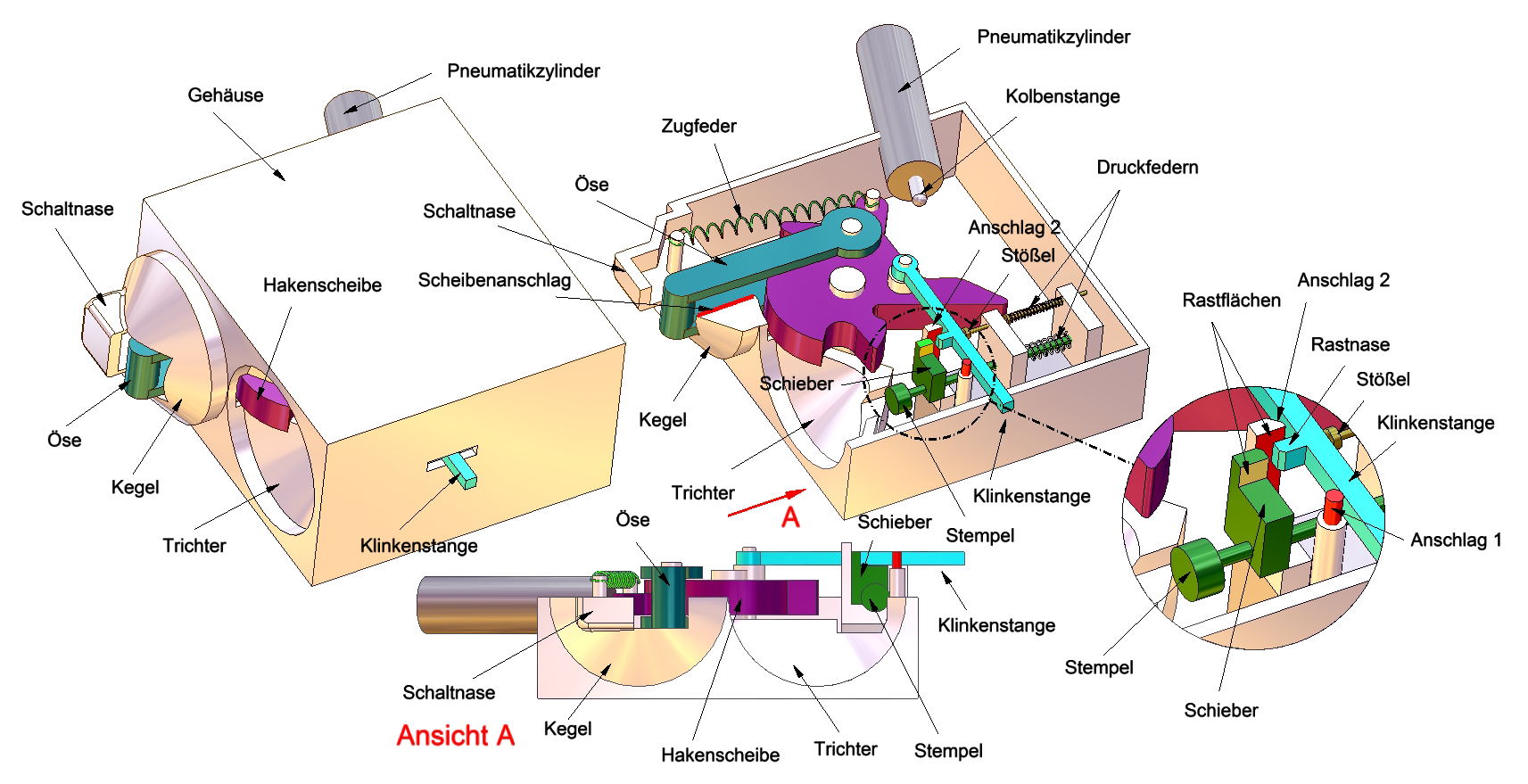
Zweistellungsverschluss (Überblick)
Zweistellungsverschluss (Einzelteile)
Zweistellungsverschluss (Kuppeln)
Zweistellungsverschluss (Entkuppeln)

Beim Zweistellungsverschluss unterscheiden sich die kuppelbereite und die gekuppelte Stellung. Die Funktion wird nachfolgend wiederum anhand von Prinzipdarstellungen erläutert. Animationen von realisierten Konstruktionen sind unter zu finden.
Beim Einstellungsverschluss stoßen die Ösenzylinder beim Zusammenfahren der Fahrzeuge auf die Hakenscheiben der Gegenkupplung und bewegen sich dann aufeinander reibend, bis die Ösen in das jeweils zugehörige Hakenmaul gleiten. Beim Zweistellungsverschluss wird jeder Ösenzylinder beim Zusammenfahren direkt in das Hakenmaul der Gegenkupplung geführt und bewegt sich dann in gleicher Bewegungsrichtung weiter in die gekuppelte Stellung. Hierdurch ist das Kuppeln sanfter und der Verschleiß der Kupplungen wird verringert. Das Verriegelungsprinzip (Momentengleichgewicht an der Hakenscheibe) entspricht dem des Einstellungsverschlusses.
Die Hakenscheibe (Herzstück) ist im Unterschied zum Einstellungsverschluss mit einer schwenkbaren Klinkenstange versehen. Im kuppelbereiten Zustand greift eine Rastnase der Klinkenstange unter einen am Gehäuse befindlichen Anschlag 2 (Stellung (1)). Die Zugfeder kann somit die Hakenscheibe nicht verdrehen. Diese Lage wird durch einen federnden Stößel gesichert, der die Klinkenstange an einen ebenfalls am Gehäuse befindlichen Anschlag 1 drückt.
Beim Zusammenfahren der Fahrzeuge drückt eine am Kegel der jeweiligen Gegenkupplung angeformte Schaltnase auf einen federnden Stempel und verschiebt diesen (Stellung (2)). Der Stempel weist einen Schieber auf, der dabei gegen die Rastnase der Klinkenstange drückt, so dass diese die Rastfläche des Anschlags 2 verlässt. Die Hakenscheibe kann sich nun (von der Zugfeder angetrieben) verdrehen, bis ihr Anschlagfinger am Scheibenanschlag des Gehäuses anliegt. Das ist die gekuppelte Stellung (3), bei der die jeweiligen Kegel und Trichter beider Kupplungen ineinander liegen.
Das Entkuppeln kann wie beim Einstellungsverschluss manuell, pneumatisch oder elektrisch erfolgen. Im Bild ist eine pneumatische Variante gezeigt. Die Kolbenstange eines der beiden Pneumatikzylinder drückt auf den Öffnungsarm der Hakenscheibe und verdreht diese gegen die Kraft der Zugfeder. Die Klinkenstange gleitet dabei dank der am Anschlag 2 und an der Rastnase angebrachten Schrägen über den Anschlag 2 und gelangt in eine Rastposition, wobei der Stößel die Nase in diese Position schiebt. Die Rastnase greift nun jedoch nicht unter den Anschlag 2, sondern unter die Rastfläche des Stempelschiebers (Stellung (4)). Durch die Ösenkopplung bewegen sich Hakenscheibe und Klinkenstange der Gegenkupplung in gleicher Weise. Die Kolbenstange kann nun zurückbewegt werden. Diese Stellung setzt dem Auseinanderfahren der beiden Fahrzeuge keinen Widerstand entgegen.
Beim Auseinanderfahren der Fahrzeuge wird der Stempel freigegeben und durch seine Druckfeder bewegt, wobei die Rastfläche des Schiebers die Rastnase der Klinkenstange verlässt (Stellung (5)). Die Hakenscheibe verdreht sich um ein kleines Stück, bis die Rastnase am Anschlag 2 anliegt. Die kuppelbereite Stellung (1) ist wieder erreicht.
Die Klinkenstange ragt aus dem Gehäuse heraus. Dadurch wird eine manuelle Notöffnung ermöglicht, indem durch Ziehen an der Stange die Stellung (4) hergestellt wird.

## Aufbau, Baugruppen und technische Daten

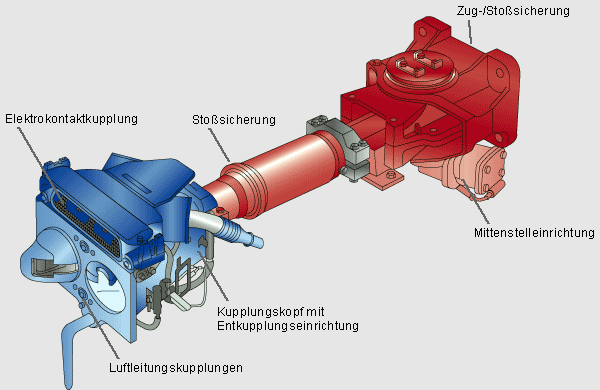
Aufbau einer Scharfenbergkupplung

Beim Zusammenfahren von zwei Fahrzeugen mit Scharfenbergkupplung werden die Kupplungen fest miteinander verbunden. Sie gehen eine starre Verbindung ein, über die Zug- und Druckkräfte übertragen werden, wodurch sie sich nicht aufschaukeln und auch beim Kuppeln nicht aufklettern können. Damit Fahrgäste eine ruhige Fahrt haben und Güter und Fahrzeuge nicht beschädigt werden, können Stoßsicherungen an der Kupplung befestigt werden, die wie Stoßdämpfer am Auto die Kräfte aufnehmen. Durch das bei vielen Scharfenbergkupplungen vorhandene Führungshorn, das unten an der Kupplung angebracht ist, werden die Kupplungen grob aufeinander ausgerichtet, so dass man auch in Gleisbögen und auf unebenem Gleis kuppeln kann. Einige Kupplungen erlauben einen Versatz von bis zu 370 mm horizontal und 140 mm vertikal. Die Feinabstimmung erfolgt über die Kegel und Trichter, die perfekt ineinander passen, womit die Kupplungen ganz genau aneinander liegen. Die Verbindung wird über den Kuppelverschluss hergestellt.
Das Besondere an dem Prinzip der Scharfenbergkupplung ist, dass es keinen Kuppelverschluss durch eine Raste gibt, etwa wie bei der russischen SA 3 oder der amerikanischen Willison-Kupplung. Die Übertragung der Zugkräfte erfolgt alleine durch das Kräftegleichgewicht der beiden Kuppelösen über das Herzstück und den Hauptbolzen. So wird beim Entkuppeln auch keine Raste ausgerastet, sondern lediglich das Herzstück gegen Federkraft verdreht, womit die Kuppelösen aus dem Maul der gegenüberliegenden Kupplung gelöst werden. Gerastet ist lediglich die Betätigung von an der Scharfenbergkupplung manchmal vorhandenen elektrischer Kupplungen. Der Entkuppelvorgang kann vom Führerstand aus pneumatisch, seltener elektrisch erfolgen. In jedem Falle ist jedoch eine Entkupplung von Hand möglich (Notentkupplung bei Störungen).
Einige Kupplungen können eine Druckkraft von über tausend Kilonewton ohne Schaden aufnehmen. Diese enormen Kräfte entstehen nur beim Unfall und nicht im Betrieb; hier treten wesentlich niedrigere Zug- und Druckkräfte (beim Anfahren oder Bremsen) auf. Bei kleineren Fahrzeugen ist die Energieaufnahme infolge der geringeren Fahrzeugmasse noch niedriger, wodurch auch nur geringere Kräfte entstehen.
Die meisten modernen Scharfenbergkuppelköpfe sind beheizbar, da bei Vereisung kein zuverlässiger Betrieb möglich ist.
Die Scharfenbergkupplung ist modular aufgebaut, um sie unterschiedlichen Anforderungen anpassen zu können. Sie besteht aus einem Kopfbereich und der Anlenkung.

### Kopfbereich
Der Kopfbereich ist der vordere Teil der Kupplung (im Schemabild blau). Über ihn wird eine pneumatische, elektrische und mechanische Verbindung zwischen den Wagen hergestellt. Beim Kuppeln wird zuerst mechanisch und pneumatisch gekuppelt, dann wird die elektrische Verbindung hergestellt.
Der Kopfbereich umfasst üblicherweise folgende Komponenten: Kuppelverschluss, Luftleitungskupplung, Elektrokupplung und Entkuppeleinrichtung.

#### Kupplungskopf mit Kuppelverschluss
Der Kuppelverschluss verbindet die zwei Fahrzeuge mechanisch miteinander. Der Kupplungskopf ist so gestaltet, dass er einen möglichst großen Greifbereich besitzt, in dem das automatische Kuppeln möglich ist. Der Greifbereich wird durch einen Greifer vergrößert, der sich unten an der Kupplung befindet. Dadurch sind die Kupplungen auch in Kurven und bei Höhenunterschieden kuppelbar. Der Greifer leitet eine Kupplung grob zur gegenüberliegenden, der Rest wird dann von den Kegeln übernommen. Diese legen sich genau in die Trichter der gegenüberliegenden Kupplung, wodurch eine formschlüssige Verbindung entsteht. Dies ist Voraussetzung für das Kuppeln auch der pneumatischen und elektrischen Leitungen. Die Verbindung ist spielarm, was den Verschleiß minimiert.
Bei der Herstellung der mechanischen Verbindung unterscheidet man den Einstellungsverschluss und den Zweistellungsverschluss.

##### Einstellungsverschluss

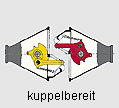
Kuppelbereit

Der Einstellungsverschluss hat nur eine Stellung. Die Kuppelösen haben im gekuppelten genauso wie im entkuppelten Zustand die gleiche Position. Die Bewegungen beim Kuppel- und Entkuppelvorgang, bei der sich die Ösen und Herzstücke ineinanderdrehen, werden nicht als zusätzliche Stellung angesehen. Zu Beginn des Kuppelvorganges befindet sich die Kuppelöse an der Kante des Kegels. Die Herzstücke werden durch Federn gegen einen Anschlag gedrückt, so dass sie immer richtig ausgerichtet sind.

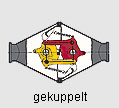
Gekuppelt

Durch das Zusammenfahren der Kupplungen werden die Verschlüsse gegen die Kraft von Zugfedern so weit gedreht, bis die Kuppelöse der einen Kupplung in das Hakenmaul des Herzstücks der anderen Kupplung fasst. Ist dies geschehen, werden die Verschlüsse durch die Kraft der Zugfedern wieder in die andere Richtung gedreht, bis die Kräfte ausgeglichen sind. Die gekuppelte Stellung ist erreicht und die beiden Kupplungen sind jetzt fest miteinander verbunden

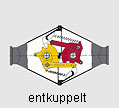
Entkuppelt

Beim Entkuppeln werden die Verschlüsse gegen die Kraft der Zugfedern so weit gedreht, bis die Kuppelösen aus den Herzstückmäulern gleiten. Dabei fasst eine Kuppelöse in eine Mulde hinter dem Herzstückmaul. So wird verhindert, dass die Kuppelösen wieder in das Herzstückmaul einrasten. Bewegen sich die Kupplungen nun auseinander, drehen sich die Kuppelverschlüsse durch die Kraft der Zugfedern wieder zurück, und die kuppelbereite Stellung ist wiederhergestellt.

##### Zweistellungsverschluss

Typ 10 Animierter Verschluss

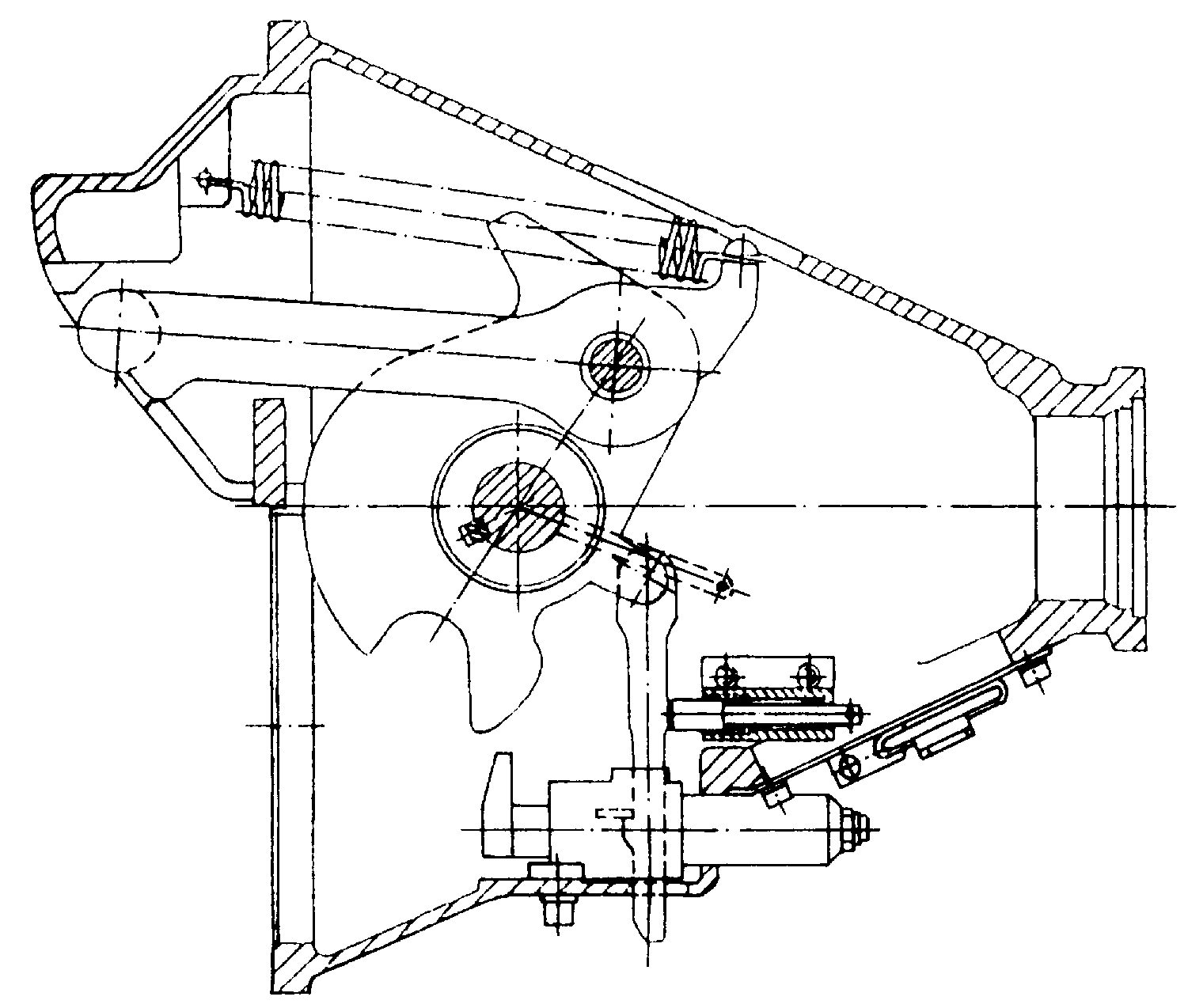
Kuppelbereit

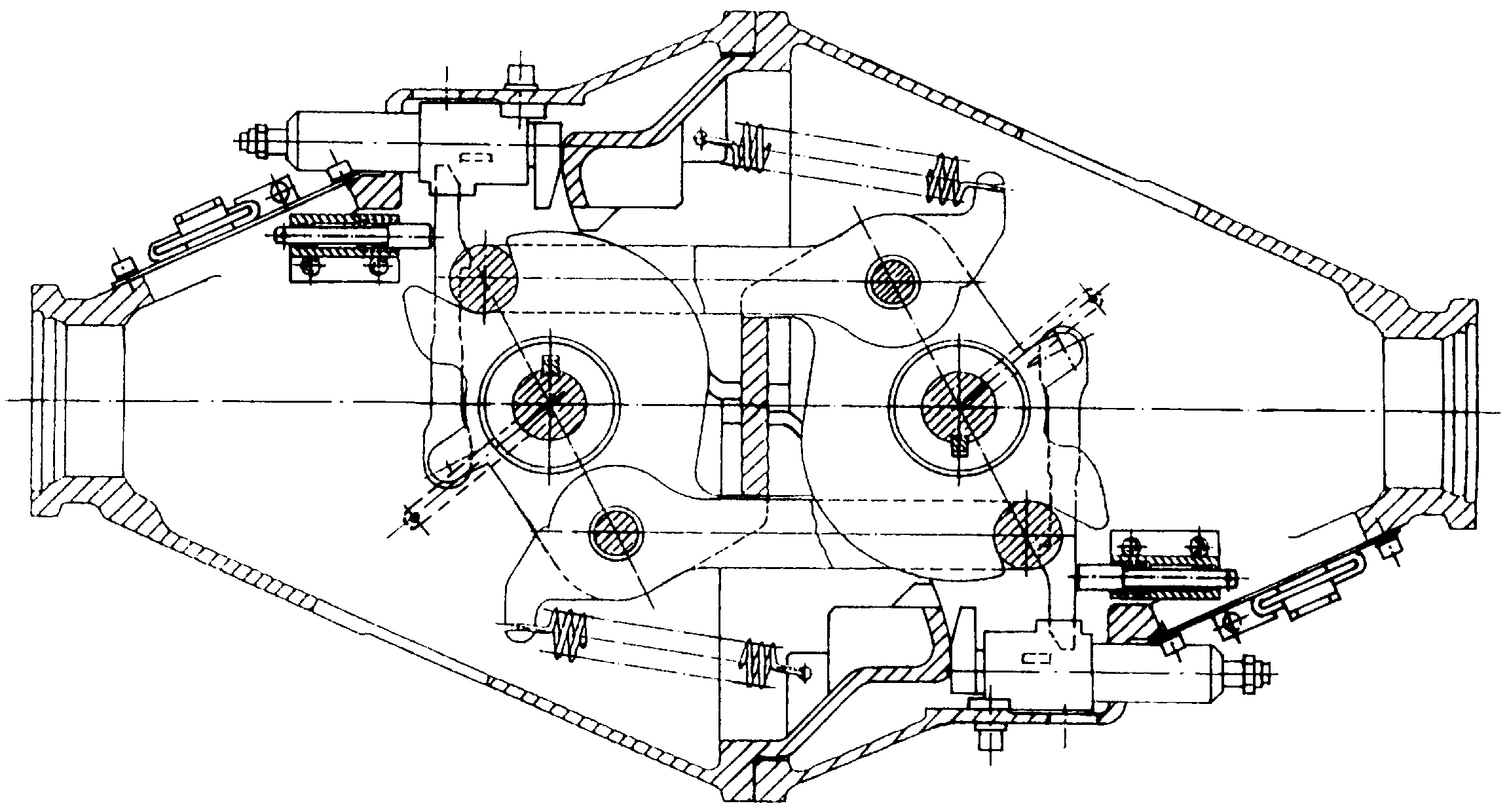
Gekuppelt

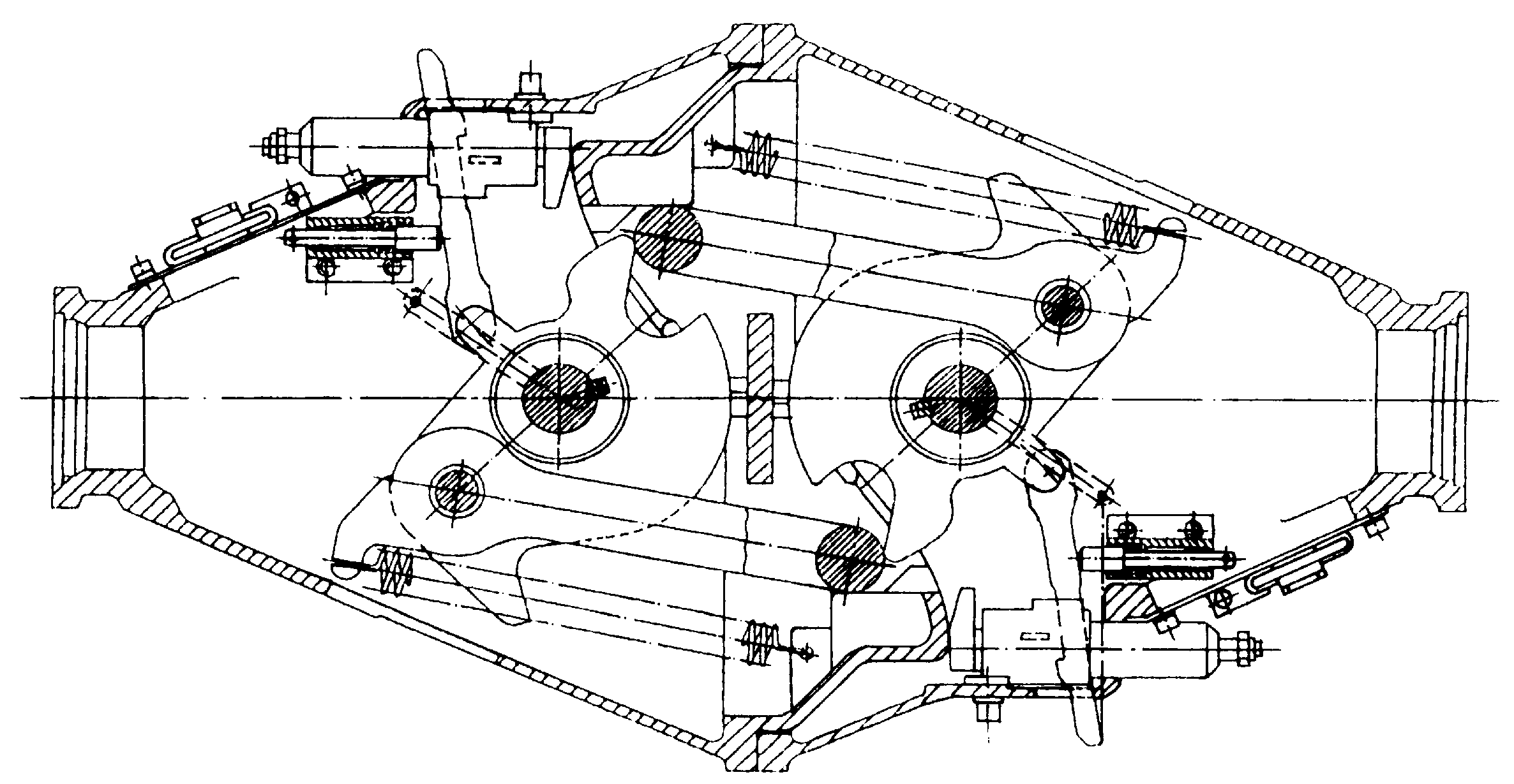
Entkuppelt

Im Gegensatz zum Einstellungsverschluss unterscheidet sich beim Zweistellungsverschluss die kuppelbereite und die gekuppelte Stellung. In der kuppelbereiten Stellung sind die Kupplungsverschlüsse so gedreht, dass sich die Kuppelöse am Rand des Kegels befindet. Die Herzstücke werden durch die Klinkenstangen, die seitlich aus dem Kupplungskopfgehäuse herausragen und in die Stempelführung eingerastet sind, in ihrer Position gehalten. Bevor die Stirnflächen (das sind die Flächen, an denen die Kupplungen aneinander liegen) aufeinander treffen, drücken die Kegel die Stempel in dem gegenüber liegenden Trichter zurück. Die Stempel drücken sich dadurch gegen die Verriegelung der Klinkenstangen, die sich löst und den Verschluss freigibt. Die Verschlüsse werden durch die Kraft der Zugfedern gedreht. Dabei fassen die Kuppelösen in die Herzstücke. In ihrer Endposition befinden sich die Verschlüsse in einem Kräftegleichgewicht. Die gekuppelte Stellung ist erreicht. Zum Entkuppeln werden die Herzstücke so weit gegen die Kraft der Zugfedern gedreht, bis die Kuppelösen aus den Hakenmäulern gleiten. In dieser Position fixieren die Klinkenstangen die Verschlüsse, da sie in die Stempelführung einrasten. Auf diese Weise befindet sich die Kupplung nach dem Trennen der Fahrzeuge wieder in kuppelbereiter Stellung.

#### Luftleitungskupplung
Die Fahrzeuge werden über die Luftleitungskupplung pneumatisch miteinander verbunden. Über die Luftleitungen wird Druckluft zum Bremsen und für andere Zwecke übertragen. Die Leitungen befinden sich immer an der Stirnfläche und meistens zwischen dem Kegel und dem Trichter. Die Mundstücke der Leitungen schauen immer ein kleines Stück heraus und werden beim Kuppeln auf die Mundstücke der anderen Kupplung gedrückt.
Es gibt drei Arten von Luftleitungskupplungen, die an einer Kupplung vorhanden sein können: Die Hauptluftleitung (HLL), die Hauptluftbehälterleitung (HBL) und die Entkuppelleitung (EL).

##### Hauptluftleitung

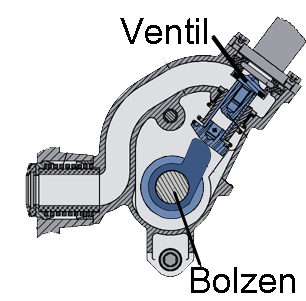
Hauptluftleitung geschlossen

Die Hauptluftleitung (HLL) führt die Druckluft zur Brems-Steuerung. Auf dieser Leitung ist immer Druck vorhanden; sobald ein Druckabfall eintritt, kommt es zur Bremsung.
Die Luftleitungskupplung für die Hauptluftleitung ist im oberen Teil der Stirnfläche angebracht. Das Mundstück (siehe Abb. links), welches die beiden Luftleitungen miteinander verbindet, ragt einige Millimeter aus der Stirnfläche heraus. Die beiden Mundstücke werden beim Kuppeln durch Federn fest aufeinander gepresst, so dass keine Luft entweichen kann.

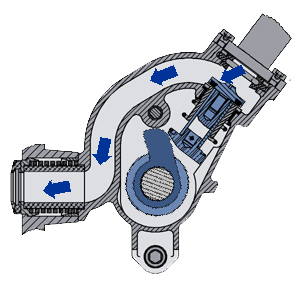
Hauptluftleitung offen

Beispiel bei einem Zweistellungsverschluss:
Die Luftleitungskupplung für die Hauptluftleitung verfügt über ein Ventil, das von dem Hauptbolzen des Kuppelverschlusses gesteuert wird. Beim Kuppeln dreht sich der Bolzen, wodurch das Ventil freigegeben und durch Federn nach unten gedrückt wird, so dass die Druckluft hindurchströmen kann.
Wenn die Kupplungen wieder getrennt werden, dreht sich auch der Bolzen wieder zurück, wodurch auch das Ventil sich wieder schließt, so dass keine Luft mehr hindurchströmt. Hiermit wird verhindert, dass Luft ausströmt, wenn keine andere Kupplung angeschlossen ist; der Zug könnte infolge angelegter Bremsen sonst nicht mehr fahren.

##### Hauptluftbehälterleitung
Die Hauptluftbehälterleitung (HBL) führt Druckluft für alle angeschlossenen Verbraucher, beispielsweise Türschließeinrichtungen oder Luftklappen. Auch die Luft zum Entkuppeln wird hier bereitgestellt.
Die Kupplung für die Hauptluftbehälterleitung (HBL) ist hinter der Stirnfläche unter der Kupplung für die Hauptluftleitung (HLL) angeordnet.
Das Mundstück der Leitung schaut, genauso wie das Mundstück der Hauptluftleitung, einige Millimeter aus der Fläche heraus. Die Luftkupplung für die Hauptluftbehälterleitung hat einen federbeaufschlagten Ventilstößel. Im ungekuppelten Zustand wird ein Ventil durch die Federn an einen Anschlag gedrückt und sorgt dafür, dass keine Luft mehr hindurchfließt. Beim Kuppeln werden die beiden Ventilstößel der Luftkupplungen aneinander gedrückt und somit gegen die Kraft der Federn nach hinten geschoben, wodurch die Leitung für die Druckluft freigeben wird.

##### Entkuppelleitung
Die Entkuppelleitung (EL) führt die Druckluft, die zum automatischen Entkuppeln der Scharfenbergkupplungen nötig ist.
Die Luftleitungskupplung für die Entkuppelleitung ist mit der Kupplung der Hauptluftbehälterleitung in einem Gehäuse untergebracht und bekommt von dieser die Luft, um den Entkuppelvorgang durchzuführen.
Die Luftleitungskupplung für die Entkuppelleitung führt nur Luft, wenn die Kupplung entkuppelt wird, darum hat sie auch keine vollständige Kupplung wie die Hauptluft- und Hauptluftbehälterleitung, sondern ist nur einfach abgedichtet, indem sich beim Kuppelvorgang zwei Gummirohre aneinanderdrücken.

#### Elektrokontaktkupplung

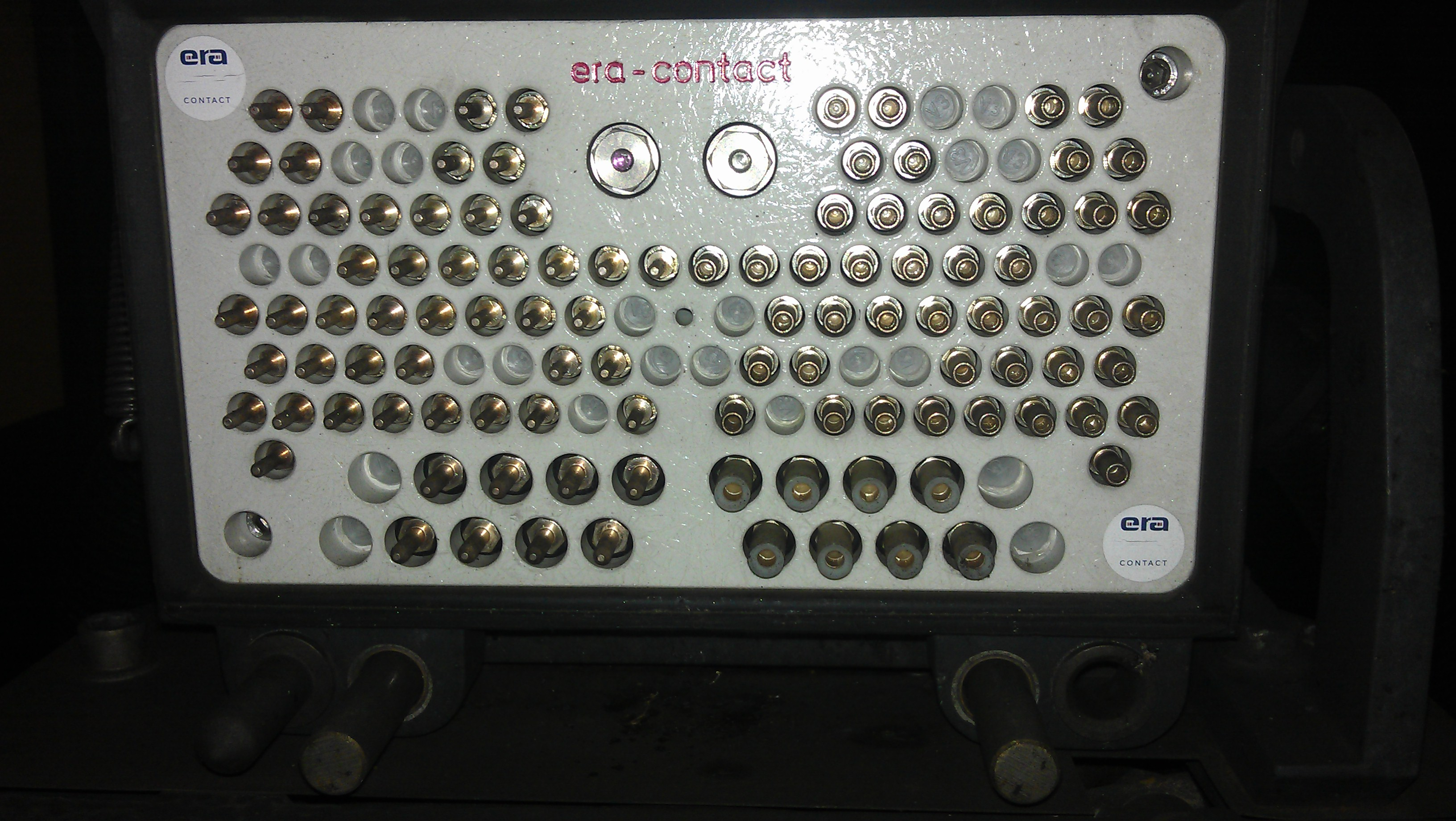
Elektrokontaktkupplung bei einem Stadler KISS mit Schaku

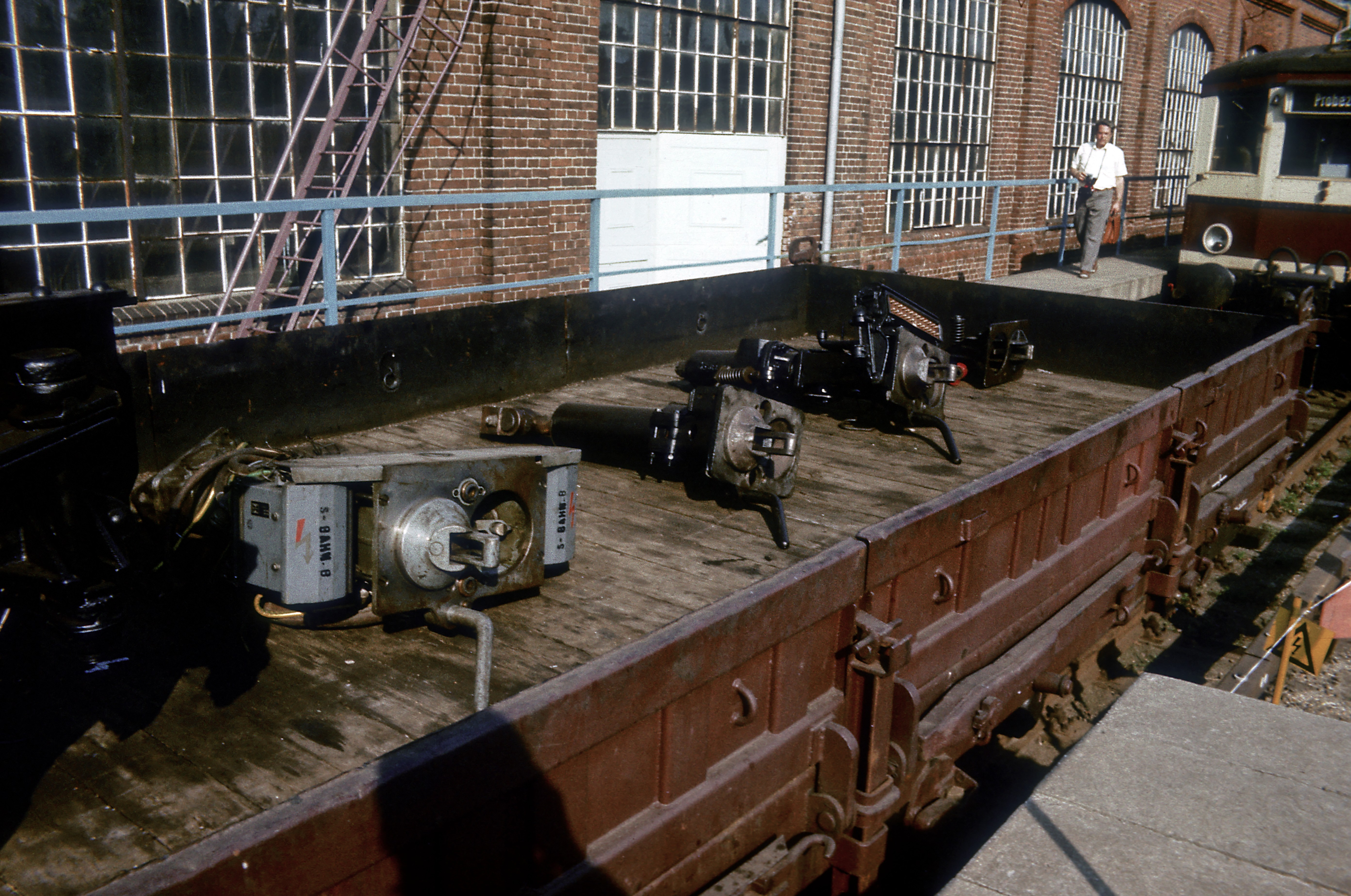
Scharfenbergkupplungen der S-Bahn Berlin mit unterschiedlichen Kontaktaufsätzen

Die Elektrokupplung kuppelt die elektrischen Leitungen, wie zum Beispiel Steuerleitungen oder Stromleitungen für Licht und andere Verbraucher. Die Anordnung, Größe und Steuerung der Elektrokupplung ist vom Fahrzeug und der Anzahl der elektrischen Leitungen, die gekuppelt werden sollen, abhängig.
Im ungekuppelten Zustand sind die Kontakte mittels einer Schutzklappe vor Schmutz und Feuchtigkeit geschützt und hinter die Eingriffsebene zurückgezogen. Wenn zwei Fahrzeuge aneinander fahren, werden die Kontaktaufsätze automatisch in die Kuppelstellung gebracht, wobei sich die Schutzklappen selbsttätig öffnen. Die Kontaktaufsätze werden gegeneinander gepresst und die Kontakte so miteinander verbunden.
Elektrokupplungen werden nach ihrer Lage, der Art der Kontakte und der Betätigung unterschieden. Ursprünglich, beispielsweise bei den Triebwagen der Berliner und Hamburger S-Bahn und bei den Schnelltriebwagen der Deutschen Reichsbahn und ihren Nachfolgern wurden die Kontaktaufsätze auf der Oberseite der Kuppelköpfe eingebaut. Zu Änderungen kam es in Verbindung mit der Forderung nach Wagenübergängen. Für einen stufenfreien Übergang mussten die Kontaktaufsätze an die Seiten der Kuppelköpfe verlegt werden. Eine weitere Möglichkeit ist die Lage unter dem Kuppelkopf. Sie wird beispielsweise bei U-Bahn- und Straßenbahnwagen angewendet. Bei letzteren gestattet es diese Lage, ungenutzte Kupplungen einklappbar auszuführen. Es gibt zudem verschiedene Arten von Kontakten für die elektrischen Leitungen. Je nachdem, ob die Leitungen zur Leistungsübertragung oder für die Steuerung verwendet werden, können die Leitungen Ströme bis zu 800 A übertragen.
Der erste nachweisbare Einsatz von Scharfenbergkupplungen mit Kontakten erfolgte 1932 bei der Zwickauer Straßenbahn.

### Anlenkung
Mit Anlenkung wird der hintere Teil der Kupplung bezeichnet (im Schemabild rot). Sie kann je nach Aufgabenstellung unterschiedlich aufgebaut sein und besteht aus einer Stoßsicherung, einer Zug- und Stoßeinrichtung und ggf. einer Mittenstelleinrichtung.

#### Stoßsicherung
Die Stoßsicherung befindet sich in der Kupplungsstange. Sie schützt das Fahrzeug und die Fahrgäste vor Schäden bei zu hohen Auffahrgeschwindigkeiten. Je nach Fahrzeug, Gewicht und Einstellung lassen sich Auffahrgeschwindigkeiten bis zu 20 km/h ohne Schäden am Fahrzeug überstehen.
Es gibt zwei Möglichkeiten, die Kraft aufzunehmen: destruktiv und regenerativ.

##### Verformungsrohr

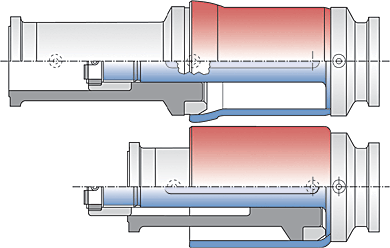
Verformungsrohr

Das Verformungsrohr arbeitet destruktiv, was bedeutet, dass es nach der Kraftaufnahme nicht wieder verwendet werden kann, sondern ausgetauscht werden muss. Es besteht aus zwei Rohren, wobei das eine etwas dünner ist als das andere. Es passt von alleine nicht in das größere Rohr. Wenn jetzt eine große Kraft einwirkt, schiebt sich das dünne Rohr in das größere Rohr hinein, wobei sich dieses ausdehnen und verformen muss. Hierbei wird viel Energie aufgenommen.

##### Hydrostatischer Puffer

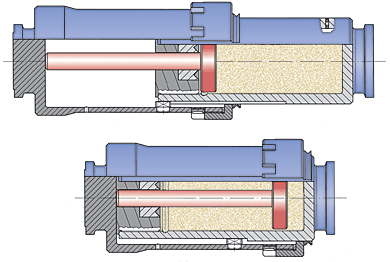
Hydrostatische Puffer

Der hydrostatische Puffer arbeitet regenerativ, was bedeutet, dass er bei der Verformung keinen Schaden nimmt und somit nach Beanspruchung wieder benutzt werden kann.

##### Gashydraulischer Puffer

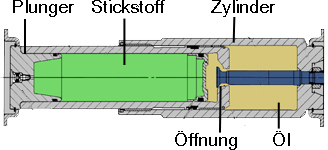
Gashydraulischer Puffer

Der gashydraulische Puffer arbeitet genauso wie der hydrostatische Puffer regenerativ. Der Puffer besteht aus einem stickstoffgefüllten Plunger und einem ölgefüllten Zylinder. Bei auftretenden Kräften schiebt sich der Plunger in den Zylinder, wodurch das Öl durch eine kleine Öffnung gepresst wird und sich in den Plunger drückt. Zwischen Stickstoff und dem Öl, das in den Plunger strömt, befindet sich ein Trennkolben, damit sich der Stickstoff nicht mit dem Öl vermischen kann. Der Stickstoff wird dadurch stark komprimiert und baut einen hohen Druck auf. Wenn keine Kraft mehr auf den Puffer wirkt, wird kein Öl mehr durch die Öffnung gepresst. Da aber der Stickstoff nun unter einem hohen Druck steht, presst er das Öl wieder durch die Öffnung in den Zylinder zurück. Der Puffer befindet sich nun wieder in seiner Ausgangsstellung und der Vorgang kann wiederholt werden. Der gashydraulische Puffer wird meist mit einer Ringfeder zur Dämpfung der Zugkräfte kombiniert.

##### TwinStroke

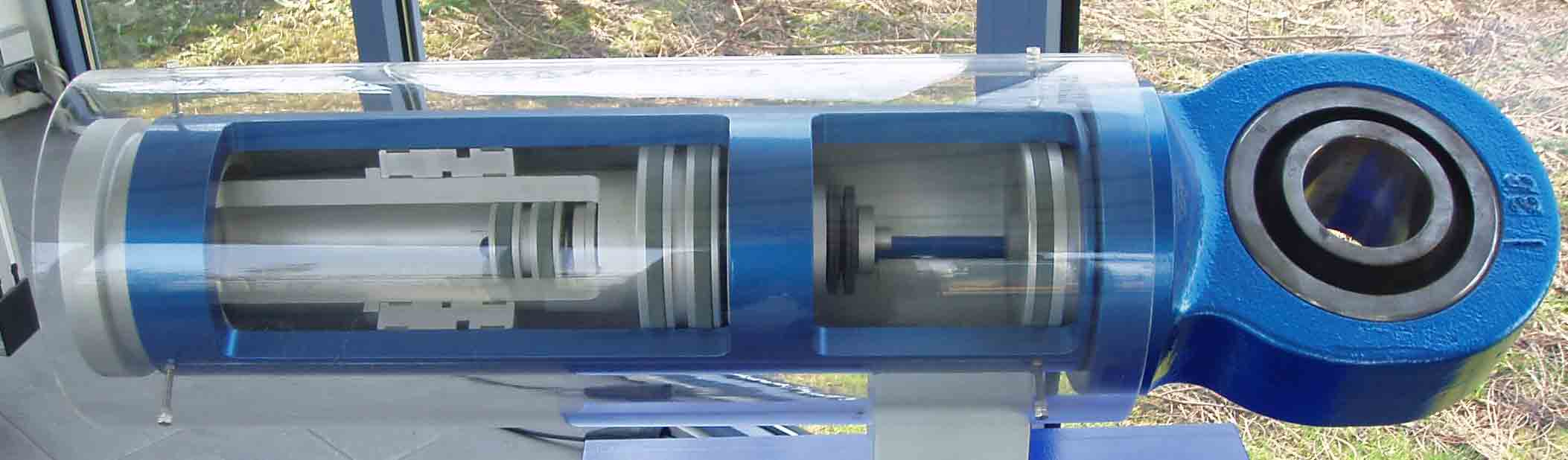
TwinStroke

Der TwinStroke dämpft Zug- und Druckkräfte ohne ein weiteres Funktionselement. Ein Kolbensystem überträgt die Zug- und Druckkräfte auf gashydraulischer Basis in verschiedene Gas- und Ölkammern. So kann nahezu jede Belastung unverzüglich und verschleißarm aufgenommen werden. Von Vorteil sind die geringe Baugröße und das niedrige Gewicht, da man nur noch ein Element zur Aufnahme von Druck- und Zugkräften braucht. Er ist zudem preisgünstiger als ein vergleichbares System mit zwei Elementen und ist bei Bedarf schnell auszutauschen. Der TwinStroke kann auch sehr gut wechselnde Belastungen aufnehmen.

#### Zug- und Stoßeinrichtung
Die Zug- und Stoßeinrichtung dient zur Aufnahme von Druck- und Zugkräften während der Fahrt und beim Kuppelvorgang. Hierzu gehören das Elastomer-Federgelenk, die Stahlreibungsfedern und die Gummihohlfedern.

##### Elastomer-Federgelenk

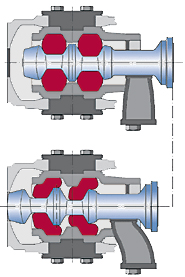
Elastomer-Federgelenk

Das Elastomer-Federgelenk (EFG) besteht aus einem Lagerblock und einem Federgelenk, das im Lagerblock so gelagert ist, dass es sich horizontal und vertikal bewegen kann. Dies ist notwendig, da die Scharfenbergkupplung im Gegensatz zur Schraubenkupplung eine feste Verbindung eingeht. Wenn man die Kupplung nicht beweglich lagern würde, hätte man einen steifen Zug, der keine Kurven oder Gefälländerungen befahren könnte. Der Federapparat besteht aus der oberen und unteren Schale, den Elastomer-Federteilen und dem Mittenstück. Die Federteile sind spielfrei in die obere und untere Schale eingelegt und mit dem Mittenstück fixiert.
Der Federapparat ist im Lagerblock horizontal schwenkbar gelagert. Wenn an dem Mittenstück jetzt eine Kraft einwirkt (Druck- oder Zugkraft), gleichen die Scherkräfte der Elastomer-Federteile diese Kräfte aus. Bei zu hoher Kraft schlägt das Mittenstück an den Rand des Gehäuses, so dass die Federteile nicht überdehnt werden können.

##### Weiterentwicklung des EFG als Abreißlösung
Das EFG wird über Schrauben am Fahrzeuguntergestell befestigt. Verwendet man hierbei Abreißschrauben, scheren diese bei zu hoher Belastung ab, und die Kupplung wird geführt unter den Wagenkasten geschoben. Auf diese Weise werden weitere Beschädigungen am Fahrzeug verhindert.

##### Stahlreibungsfeder
Die Stahlreibungsfeder befindet sich in der Kupplungsstange, die der Aufnahme von Zug- und Druckkräften dient. In der Feder befinden sich abwechselnd kleine und große Stahlringe. Wenn eine Druckkraft auf sie einwirkt, drücken sich die kleinen Ringe zusammen und dehnen sich die großen etwas aus, sodass sie ineinanderrutschen können. Bei Zugkräften werden die einzelnen Elemente auseinandergezogen. Zur Aufnahme größerer Druckkräfte wird diese Feder meistens mit einem Puffer kombiniert.

##### Gummihohlfeder

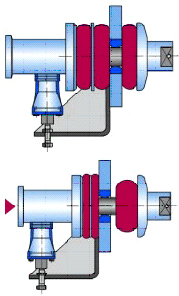
Gummihohlfeder

Die Gummihohlfedern sind vor und hinter der Grundplatte angebracht, die an dem Fahrzeug befestigt ist. Früher waren sie hohl, sind es aber heute meistens nicht mehr. Sie sitzen auf der Kupplungsstange auf beiden Seiten der Grundplatte. Auf der anderen Seite sind Federteller angebracht, die verhindern, dass die Federn von der Kuppelstange rutschen. Wenn jetzt eine Druckbelastung auf die Konstruktion wirkt, dann drücken sich die Federn vor der Grundplatte zusammen und entspannen sich die hinteren. Bei einer Zugbelastung ist es genau umgekehrt. Die Gummihohlfedern lassen ebenfalls bis zu einem bestimmten Winkel horizontale, vertikale und rotatorische Bewegungen zu.

##### Die Elastomer-Federanlenkung
Die Elastomer-Federanlenkung (EFA) ist eine neue Variante der bisherigen Gummihohlfeder-Anlenkung. Im Gegensatz zu dieser sind die Federelemente hier eckig und sichern die Kupplung so automatisch zusätzlich gegen Verdrehen.

### Mittenstelleinrichtung
Die Mittenstelleinrichtung dient dazu, die ungekuppelte Kupplung in der richtigen Position zu halten und ein unkontrolliertes Ausschwenken zu verhindern. Sie kann unterhalb oder oberhalb des Lagerblocks angebracht sein.
Es gibt drei Arten von Mittenstelleinrichtungen: die mechanische, die pneumatische und die elektrische. Die mechanische ist immer in Betrieb, unabhängig davon, ob die Kupplung gekuppelt oder nicht gekuppelt ist. Die pneumatische und auch die elektrische Mittenstelleinrichtung sind nur in Betrieb, wenn die Kupplung nicht gekuppelt ist; sobald gekuppelt ist, wird sie abgeschaltet.
Die Funktionsweisen der drei Arten sind sich ähnlich. Bei der mechanischen und elektrischen Mittenstelleinrichtung geschieht die Zentrierung der Kupplung durch Federn, bei der pneumatischen durch Druckluft.

## Scharfenbergkupplungsvarianten
Es gibt je nach Anforderung an die Kupplung verschiedene Typen, die kompakter sind oder mehr Kraft übertragen können, je nachdem, in welchem Anwendungsbereich die Kupplung eingesetzt werden soll.

### Typ 10
Der Typ 10 ist weltweit bei fast allen Staatsbahnen zu finden und wird auch im Hochgeschwindigkeitsbereich eingesetzt. Dieser Kupplungstyp zeichnet sich besonders durch seine hohe Festigkeit und den großen horizontalen und vertikalen Greifbereich aus. Er kann eine Druckkraft bis zu 1500 kN und eine Zugkraft bis zu 1000 kN übertragen. Die Kuppelköpfe enthalten zwei Einbaupositionen für Druckluftverbindungen und zusätzlich eine für die Entkupplungsleitung. In ihren wichtigsten Abmaßen ist dieser Typ seit 2014 in der Norm EN 16019 definiert. Gemäß den europäischen Technische Spezifikationen für die Interoperabilität (TSI) sind Hochgeschwindigkeitszüge an beiden Enden mit diesem Typ für Hochgeschwindigkeitszüge auszurüsten. Die Kupplung ist dabei auf einer Höhe von 1025 mm über Schienenoberkante (SOK) einzubauen. In älteren Fassungen der TSI (2002/735/EC und 2008/232/EC, Annex K) waren die Formmaße der Kupplung noch direkt enthalten, bei neueren Fassungen wird nur noch auf die Norm EN 16019 verwiesen.

### Typ 12
Der Typ 12 ist mit einem proprietären Kupplungskopf des schwedischen Herstellers Dellner versehen. Die Kupplung wurde für Regional-, Intercity- und Hochgeschwindigkeitszüge sowie Metros konzipiert. Sie ist modular aufgebaut und ermöglicht Stoß- und Zugkräfte von 1500 bzw. 850 kN.

### Typ 35
Der Typ 35 eignet sich besonders für All-electric-Fahrzeuge, also Fahrzeuge, die über keine Druckluftanlage verfügen und alles nur elektrisch steuern. Er kommt vor allem in Regional- und Metrofahrzeugen zum Einsatz. Beispiele sind in Shanghai, Singapur, bei den Stadtbahnen von Salt Lake City und in Calgary zu finden. Der Typ 35 kann eine Druckkraft bis zu 1300 kN und eine Zugkraft bis zu 850 kN übertragen.

### Typ 330
Der Typ 330 ist sehr vielseitig. Er wird ebenfalls bevorzugt in Metro- und Lightrail-Fahrzeugen eingesetzt und bietet trotz kleiner Abmessungen ein hohes Maß an Festigkeit. Außerdem kann man bei diesem Typ den Kontaktaufsatz unter dem Kuppelkopf anordnen, um auch schmale Fahrzeuge damit auszurüsten. Für die Straßenbahnlinie T4 in Paris wurde sogar eine Ausführung mit doppelt knickbarem Schaft entwickelt und in die Avanto-Züge eingebaut. Ungekuppelt liegt die Kupplung hinter den Bugklappen; wenn diese zum Kuppeln nach oben gefahren werden, entfaltet sich der Schaft automatisch in die Kuppelstellung. Der Typ 330 kann eine Druckkraft bis zu 800 kN und eine Zugkraft bis zu 600 kN übertragen und hat auch ohne Greifer einen großen Greifbereich.

### Typ 430
Der Typ 430 ist eine besonders leichte Bauart für Niederflur-Straßenbahnenwagen und Peoplemover. Auch sie kann man wie den Typ 330 einknicken lassen, um sie hinter den Bugklappen zu verstecken. Sie wird beispielsweise bei Straßenbahnzügen in Berlin und beim KL Rapid in Kuala Lumpur eingesetzt und kann eine Druck- und Zugkraft von bis zu 300 kN übertragen.

### Kurzkupplungen
Scharfenberg-Kurzkupplungen stellen eine permanente starre Verbindung von Zwischenwagen im Triebzugverband her. Die beiden Kurzkupplungshälften werden mittels Schalenmuffen verbunden, die bei Bedarf leicht voneinander gelöst werden können. Da hierbei nicht betriebsmäßig gekuppelt oder entkuppelt werden muss, wird keine Automatik benötigt. Dennoch ist eine hohe Sicherheit vorhanden, da auch diese Kurzkupplungen mit Stoßverzehrelementen sowie mit elektrischen und pneumatischen Kupplungen ausgestattet werden können. Außerdem kann man sie mit einer Abstützeinrichtung für den Fahrzeugübergang ausrüsten.

### Sonderkupplungen

#### Typ 55
Der Typ 55 ist eine spezielle Kupplung für den Unimog. Dieser Typ ist an einen rauen Arbeitsbetrieb besonders angepasst.

#### Typ 140
Der Typ 140 ist für Güterwagen und Industriebahnen ausgelegt. Er eignet sich für extrem hohe Belastungen in rauer Umgebung, beispielsweise bei Kohlen- und Erztransportwagen, Kokillen- und Stahlgießwagen und bei Fahrzeugen für den Roheisentransport. Dieser Typ kann eine Druckkraft bis zu 2500 kN und eine Zugkraft bis zu 1500 kN übertragen.

## Verbreitung

### Straßenbahnen

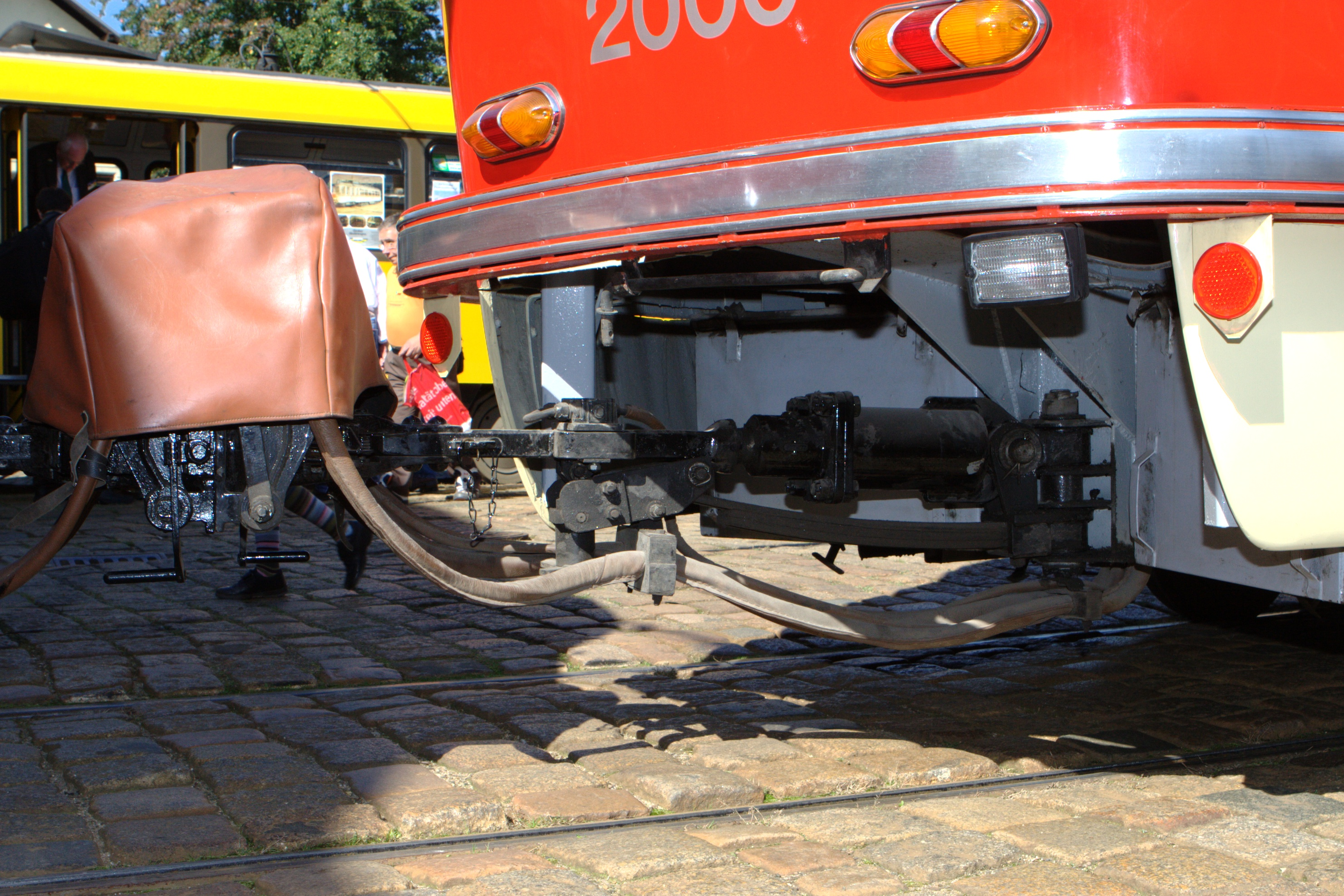
Tatra T4 in Dresden

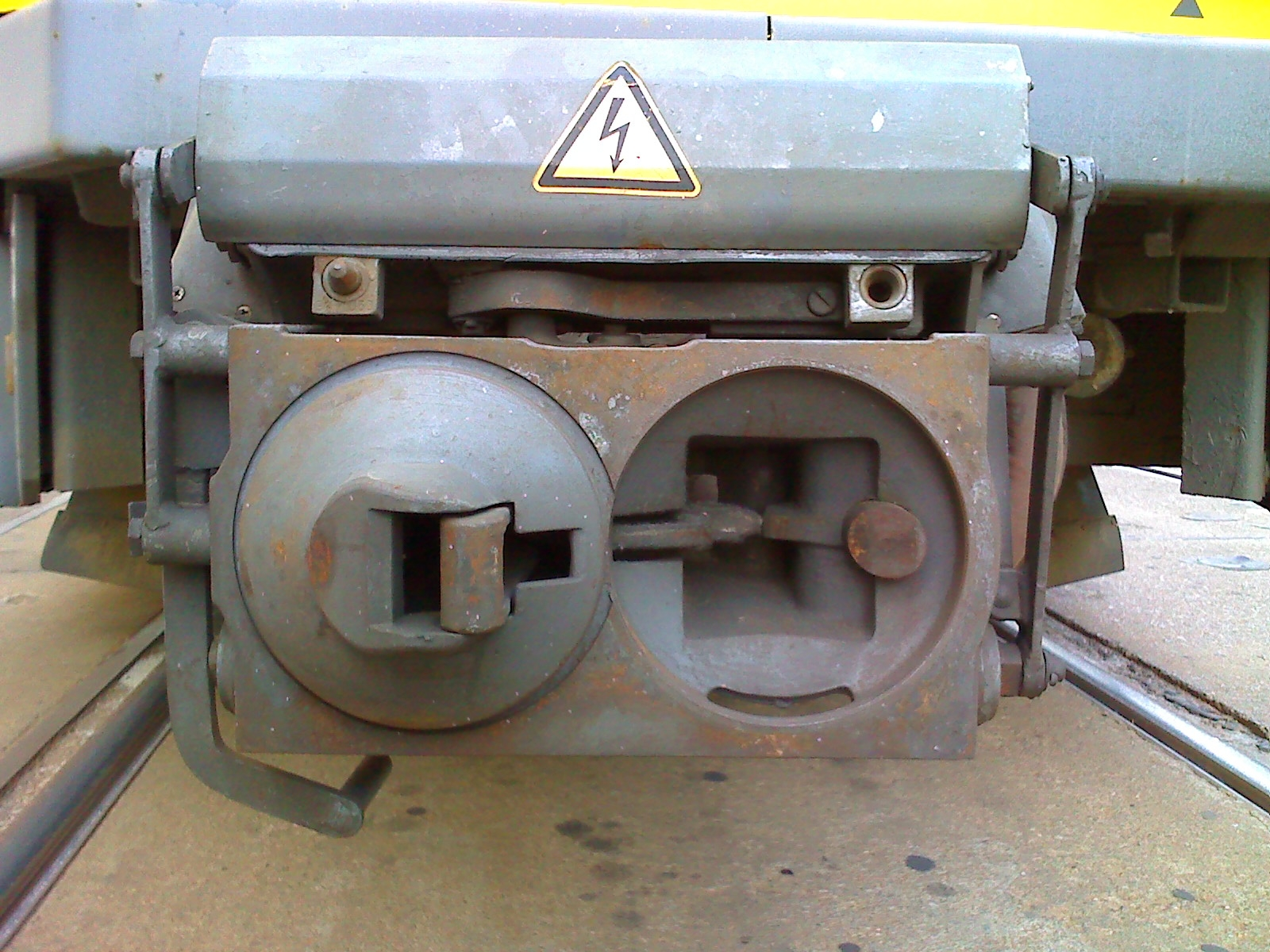
KT4Dt Berlin, ESW-Kupplung mit Kontaktaufsatz

Bei Straßenbahnenbetrieben verbreiteten sich die Scharfenbergkupplungen zunächst nur langsam. Erst mit den Großraum- und Gelenkfahrzeugen der 1950er Jahre dehnte sich ihr Einsatzgebiet in Deutschland stark aus. In der DDR wurde durch leichte Abwandlung der Scharfenbergkupplung mit Zweistellungsverschluss die Einheitsstraßenbahnkupplung (ESW-Kupplung) entwickelt, die mit dem Vorbild nahezu identisch, wegen einer leichten Verdickung des Kupplungskegels aber damit nicht kuppelbar ist.

### Regelspurige Eisenbahnen
Scharfenbergkupplungen werden bei deutschen Eisenbahnen seit langem im S-Bahn-Verkehr und bei Triebwagen im Nah- und Fernverkehr eingesetzt. Hierzu gehören auch sämtliche ICE-Züge (bei den ICE 1 nur als Notkupplung zum Abschleppen). Infolge der Fahrzeugunterschiede sind die verschiedenen Modelle der Scharfenbergkupplung zwar häufiger mechanisch und pneumatisch, zumeist aber nicht elektrisch untereinander kuppelbar. Eine Besonderheit stellte der fünfteilige Henschel-Wegmann-Zug der Deutschen Reichsbahn dar, der – ebenso wie die zugehörigen Dampflokomotiven der DR-Baureihe 61 – mit Scharfenbergkupplungen ausgerüstet war. Ebenso der H-L-Schnellverkehr bei der Lübeck-Büchener Eisenbahn mit den Stromliniendampflokomotiven (Baureihe 60) und den Doppelstockwagen.

### Schmalspurbahnen

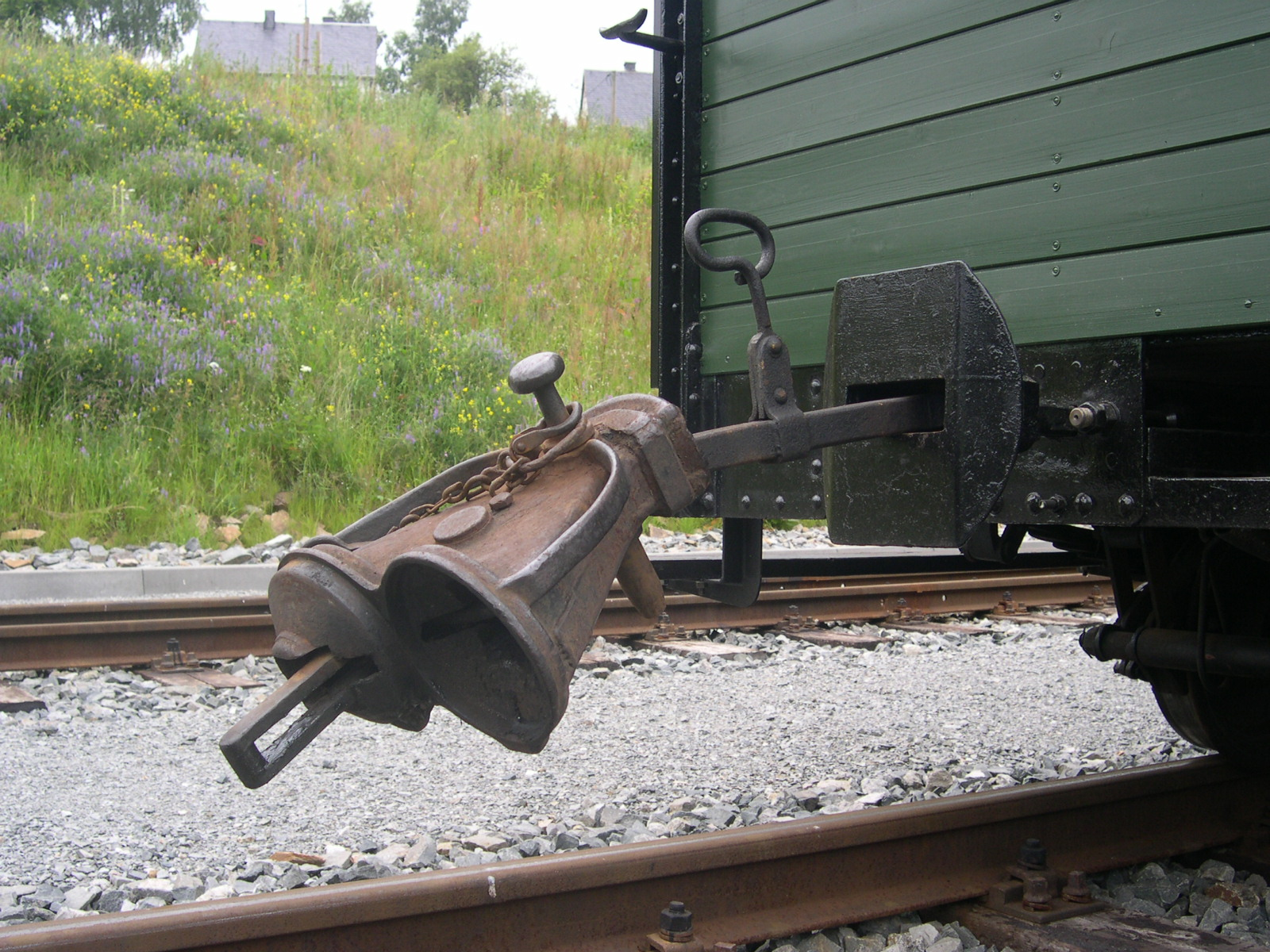
Adapter für das Kuppeln von Trichterkupplungen mit der Scharfenbergkupplung

Eine der ersten Schmalspurbahnen, die in Deutschland die Scharfenbergkupplung einführte, war die Kleinbahn Casekow–Penkun–Oder. Sie stellte ihren Fahrzeugbestand schon 1914 um. In größerem Maß wurden Scharfenbergkupplungen mit Einstellungsverschluss in den 1930er Jahren bei den 750-mm-Schmalspurbahnen in Sachsen als halbautomatisches Kupplungssystem eingeführt. Sie ersetzten schrittweise die vorher eingesetzten Trichterkupplungen. Um auch weiterhin Fahrzeuge mit Scharfenberg- und Trichterkupplung untereinander kuppeln zu können, wurden Adapterköpfe und bei Neubaufahrzeugen eine einheitliche Kupplungsaufnahme eingeführt. Auf deren schwenkbarem Schaft, der bei Drehgestellfahrzeugen vom jeweiligen Drehgestell seitlich geführt wird, kann wahlweise ein Scharfenberg- oder Trichterkupplungskopf aufgesetzt werden. Die heute noch in Betrieb befindlichen Schmalspurbahnen in Sachsen verwenden bis auf wenige museal erhaltene Fahrzeuge Scharfenbergkupplungen, jedoch nur als mechanische Verbindung. Elektrische, Brems- und Heizkupplung müssen von Hand gekuppelt werden. Bei den elektrischen Meterspurbahnen im Rhein-Neckar-Raum (Oberrheinische Eisenbahn-Gesellschaft AG/Rhein-Haardtbahn GmbH) wurden Scharfenbergkupplungen ebenfalls eingeführt; die Fahrzeuge haben straßenbahnähnlichen Charakter.

## Beispiele von Eisenbahnfahrzeugen mit Scharfenbergkupplungen in Deutschland

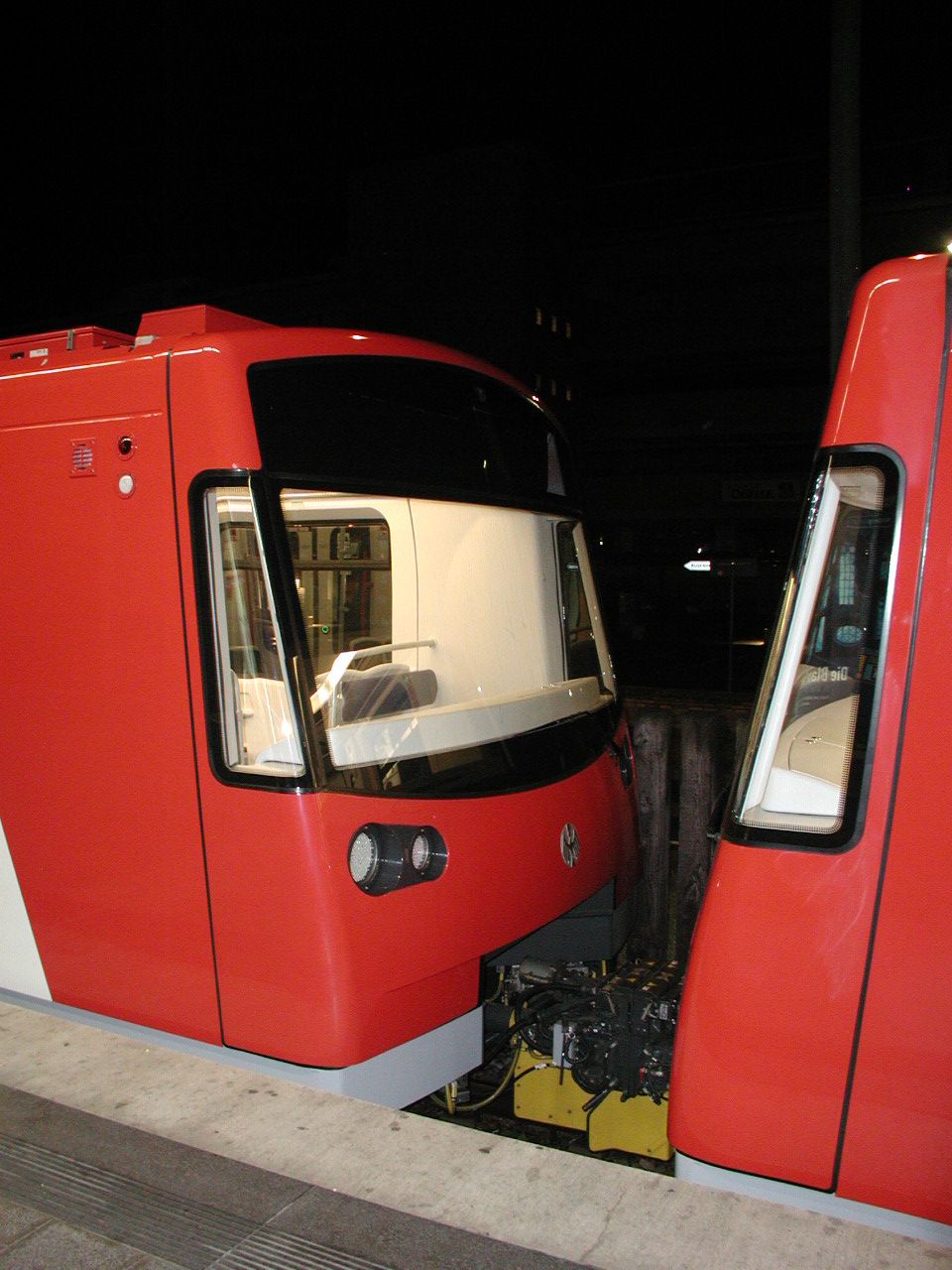
Gekuppelte Schaku der VAG-Baureihe DT3 in Nürnberg

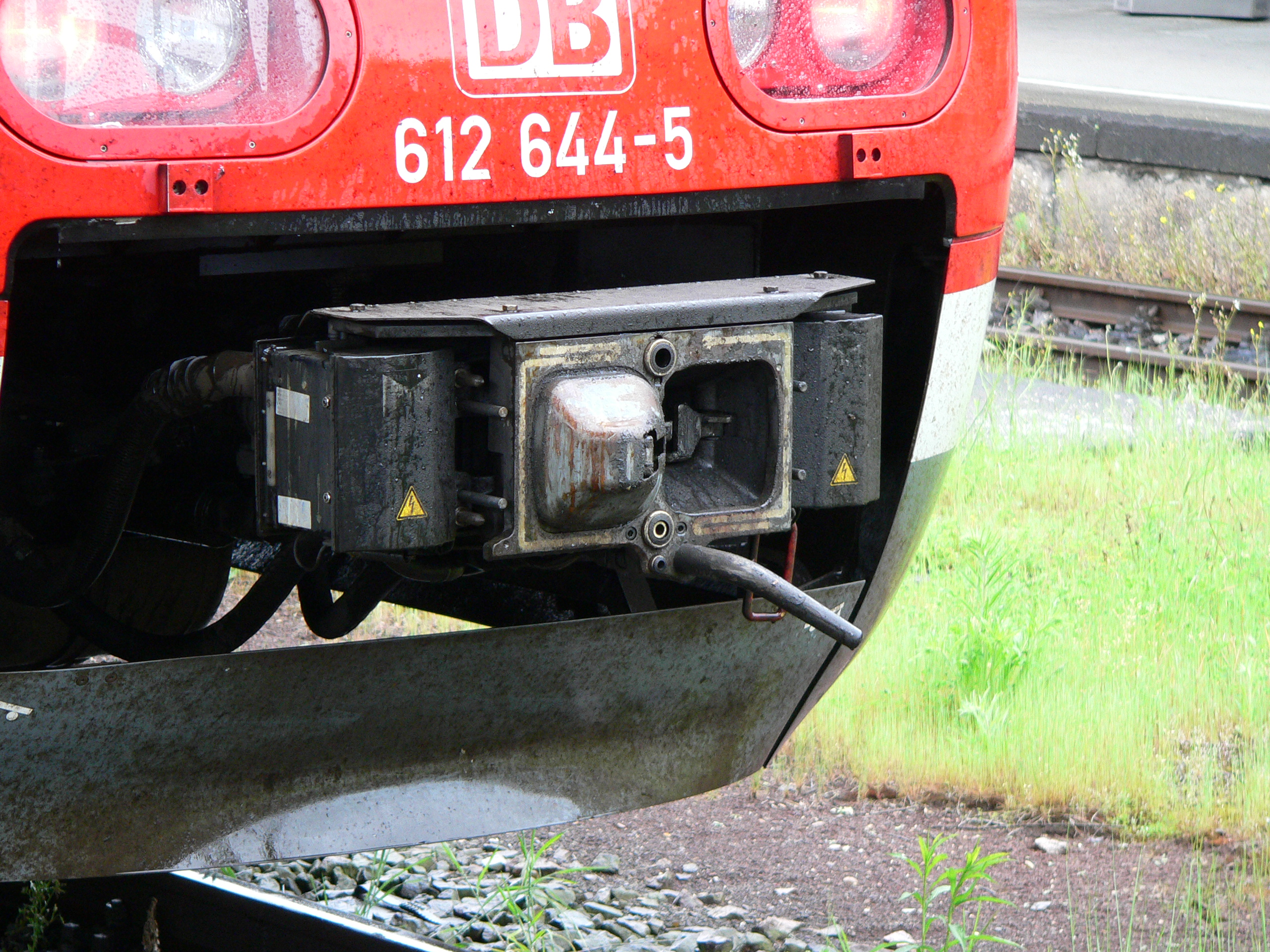
Scharfenbergkupplung an einem Dieseltriebwagen der Baureihe 612

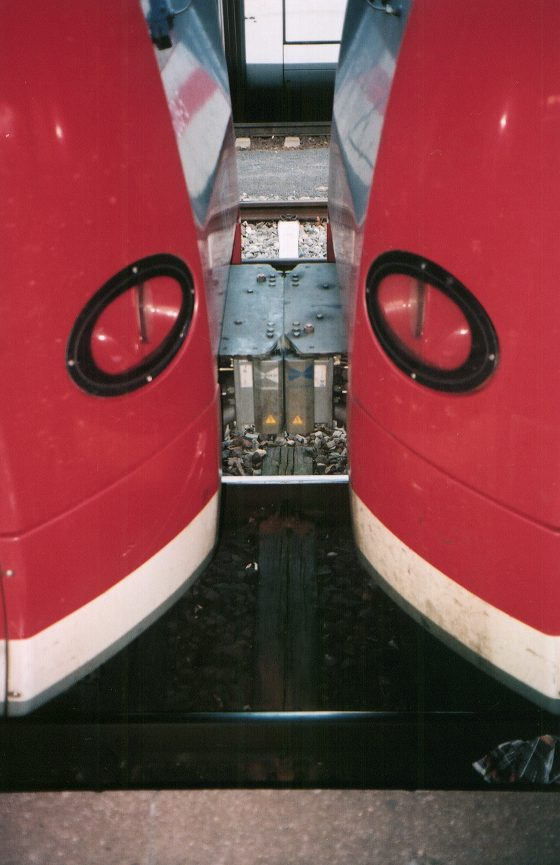
Gekuppelte Schaku der Baureihe 425

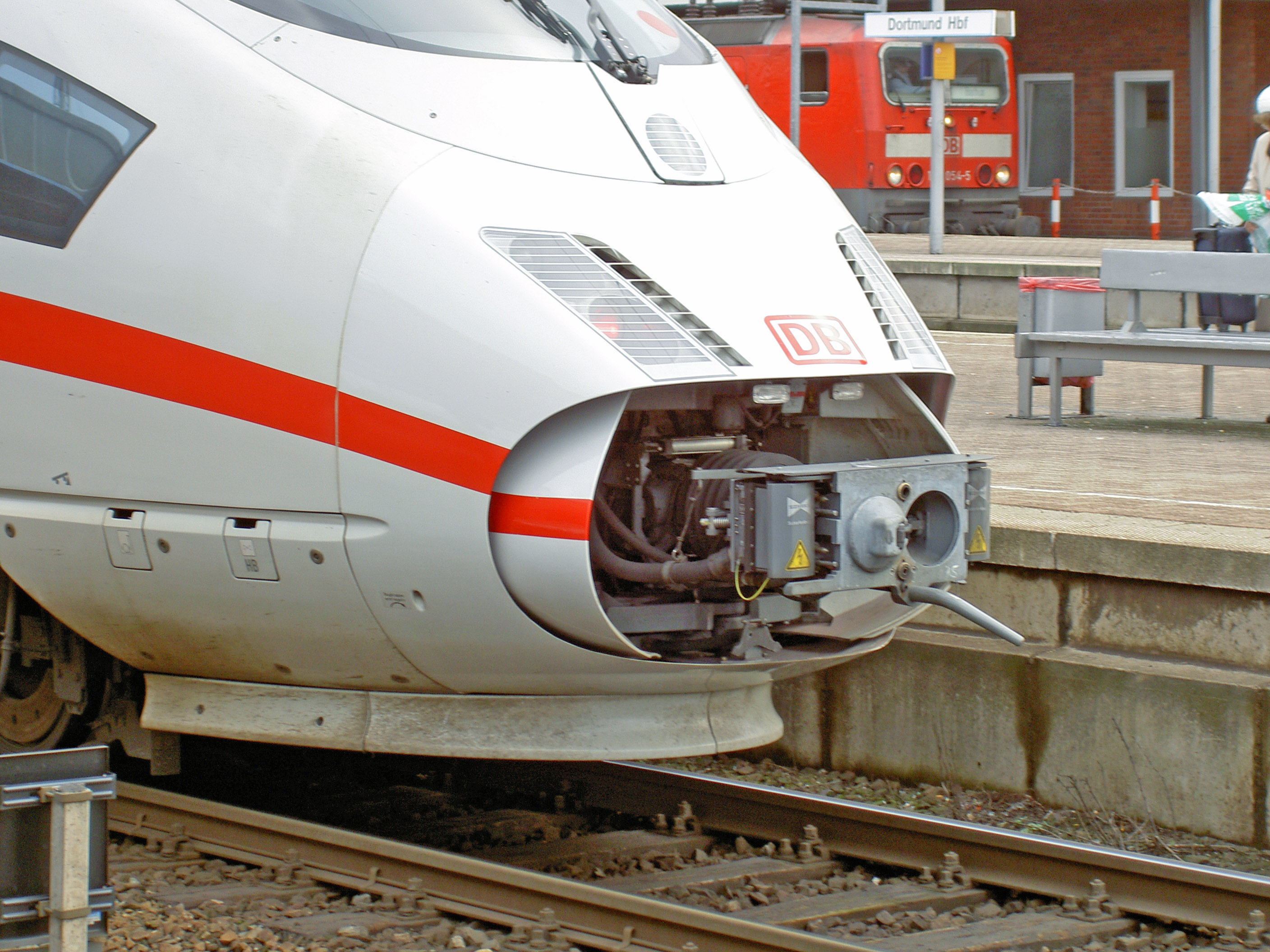
ICE 3-Scharfenbergkupplung

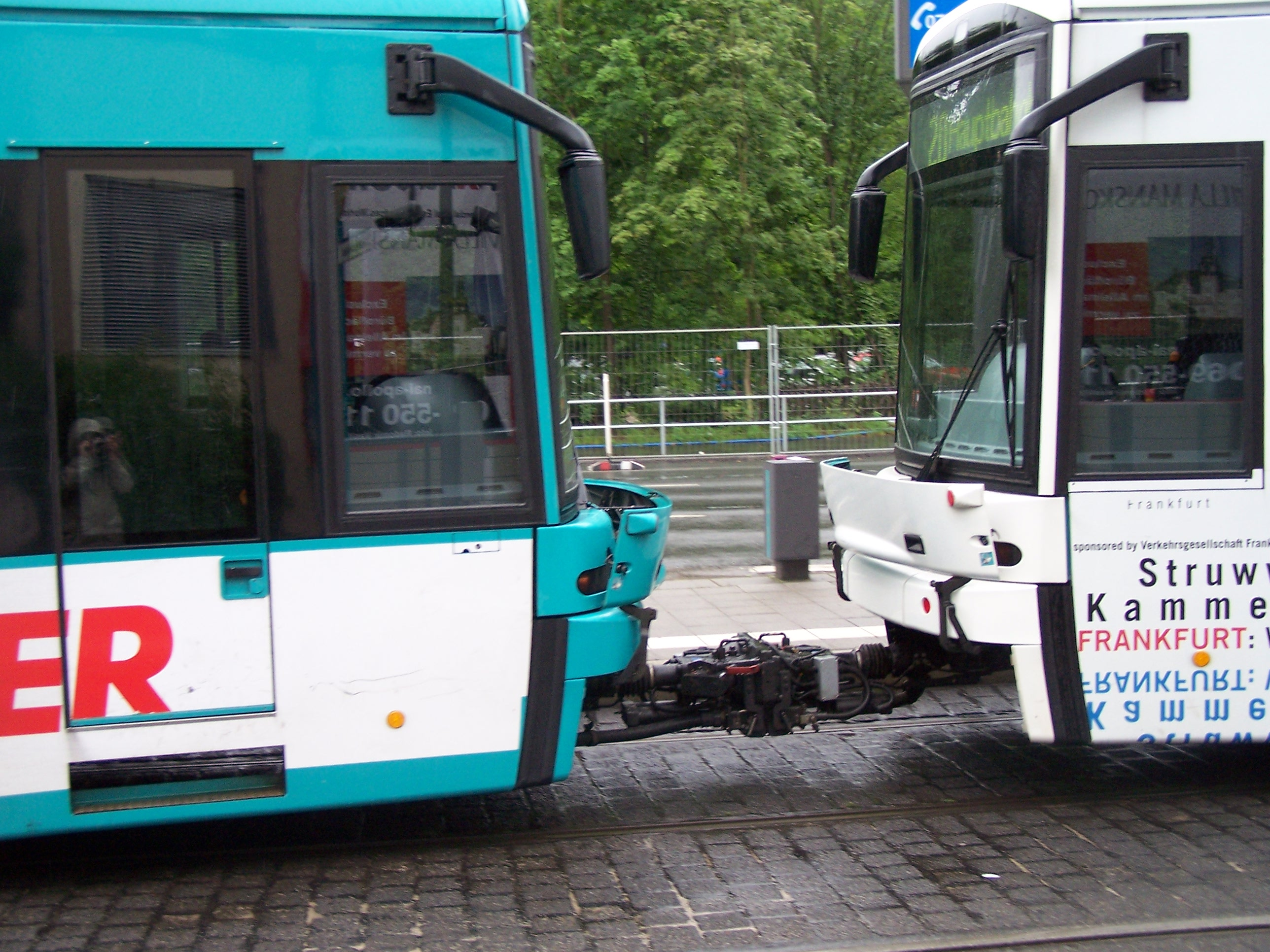
Scharfenbergkupplung bei Straßenbahn-Triebwagen der Straßenbahn Frankfurt am Main

### U-Bahn-Verkehr
- BVG-Baureihen A3, D, F, G, H, HK, IK in Berlin
- HHA Typen DT3, DT4, DT5 in Hamburg
- MVG-Baureihen A, B, C in München
- VAG-Baureihen DT1, DT2, DT3, DT3-F, G1 in Nürnberg

### S-Bahn-Verkehr
- Baureihen ET 165 (275, 475), ET 166 (276, 477), ET 167 (277, 477), ET 168, ET 169, ET 170, 276 (476), 480, 481, 484, 485, 488 in Berlin
- Baureihen 420, 422, 423, 430 in München, Stuttgart, Rhein-Main und Rhein-Ruhr
- Baureihe 424 in Hannover
- Baureihen 440, 442 in Nürnberg
- Baureihen 450, ET 2010 in Karlsruhe
- Baureihen ET 470, 471, 472, 474 und 490 in Hamburg

### Regionalverkehr

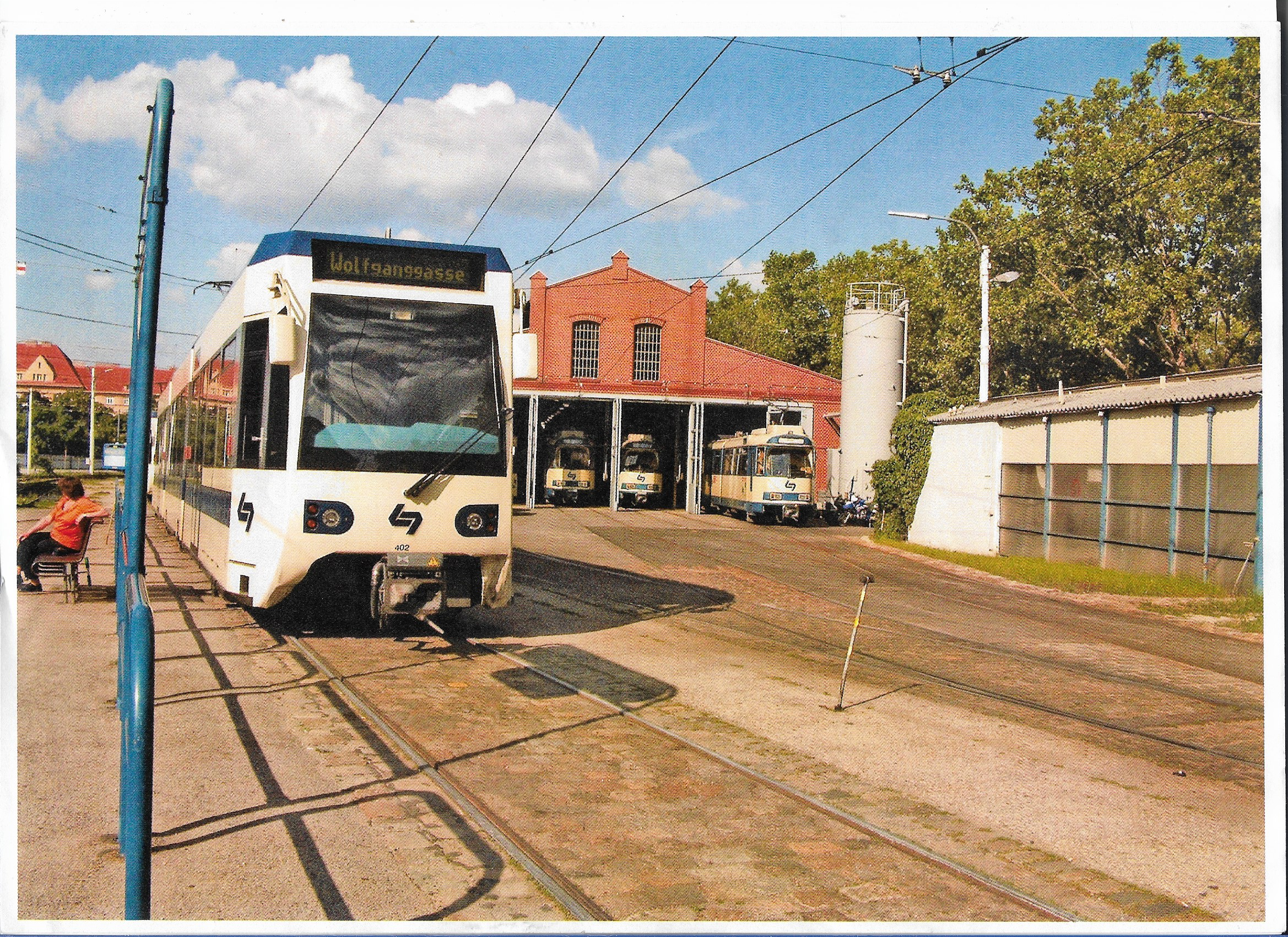
WLB-Reihe 400 der Badner Bahn mit Scharfenbergkupplung im BHF Wien - Wolfganggasse

- Baureihen 425, 426 für elektrisch betriebene S-Bahn-ähnliche Regionalverkehre
- Stadler Flirt (Baureihen 427 und 428) für den schnellen Regionalverkehr
- Baureihe 440 und [Baureihe 1440] (Coradia Continental) für Regionalverkehr
- Baureihe 442 (Talent 2) für Regionalverkehr
- Baureihe 445 (Stadler Kiss) für Regionalverkehr
- Baureihe 445 und 446 (Bombardier Twindexx Vario) für Regionalverkehr (nur Führerstandsenden der Triebwagen)
- Baureihen 610, 611, 612 (Neigetechnikzug Pendolino oder RegioSwinger)
- Baureihe 613 (ITINO)
- Baureihen 620, 622, 640, 648 (Regionaltriebzug LINT)
- Baureihe 642 (Regionaltriebzug Desiro)
- Baureihen 643, 644 (Regionaltriebzug Talent)
- Baureihe 646 (Regionaltriebzug GTW 2/6)
- Baureihe 650 (Regionaltriebzug Stadler Regio-Shuttle)
- Baureihe 654 (Regionaltriebzug RegioSprinter der Vogtlandbahn)
- Baureihen 771+772 (Deutsche Reichsbahn)
- Integral S5D95

### Fernverkehr
- Henschel-Wegmann-Zug der Deutschen Reichsbahn mit Dampfloks der Baureihe 61
- Baureihen 401 (ICE 1 – Notkupplung zum Abschleppen)
- Baureihen 402 (ICE 2), 410 (ICE S)
- Baureihen 403 (ICE 3), 406 (ICE 3M)
- Baureihe 407 (Velaro D)
- Baureihen 411, 415 (ICE T)
- Baureihen 412 (ICE 4)
- Baureihe 605 (ICE TD)
- Baureihe 601 (Deutsche Bundesbahn)
- Baureihe 175 (Deutsche Reichsbahn)
- Thalys PBKA

## Scharfenbergkupplungen in der Schweiz
- SBB RAm TEEI (ausrangiert)
- SBB RAe TEEII (ausrangiert, ein Zug museal erhalten)
- SBB RABe 501[18]
- Stadler Flirt 4 (Einsatz ab 2026)
- Bombardier-Triebzug NINA (BLS, TRN, TMR)
- Bombardier-Triebzug Lötschberger (BLS)
- Martigny-Châtelard-Bahn der Transports de Martigny et Régions (Meterspur)

## Scharfenbergkupplung in Österreich
In Österreich wurde die Scharfenbergkupplung erst nach dem Zweiten Weltkrieg eingeführt. Sie wird vor allem von Triebwagen von S-Bahn, U-Bahn und Regionalbahnen genützt.

### U-Bahn-Verkehr
- Wiener Linien Type U, Typ V, Type T und Typ X der Wiener U-Bahn
- ehemals Typen N1 und E6/c6 der Wiener Elektrischen Stadtbahn bzw. Wiener U-Bahn

### Nahverkehr
- Reihe 100 und Reihe 400 der Wiener Lokalbahnen
- Reihe 4030 der ÖBB (ausgeschieden)
- Reihe 4020 der ÖBB
- Reihen 4744 und 4746 von ÖBB und Raaberbahn
- Reihe 5022 der ÖBB
- Reihe 4023, 4024 und 4124 der ÖBB
- Stadler GTW der Linzer Lokalbahn
- Stadler GTW der Steiermarkbahn und der Graz-Köflacher-Bahn

### Fernverkehr
- Stadler KISS der Westbahn
- ICE T (Reihe 4011) der ÖBB (zurückgegeben an die DB)

### Schmalspurbahn
- StLB VT und ÖBB 5090
- ÖBB 4090 (ausgeschieden)
- NÖVOG Himmelstreppe und Panoramawagen
- Wendezüge der Zillertalbahn und Pinzgaubahn
- Liliputbahn im Wiener Prater (Dampfloks)
- historische Triebwagen der Attergaubahn und Traunseebahn von Stern & Hafferl

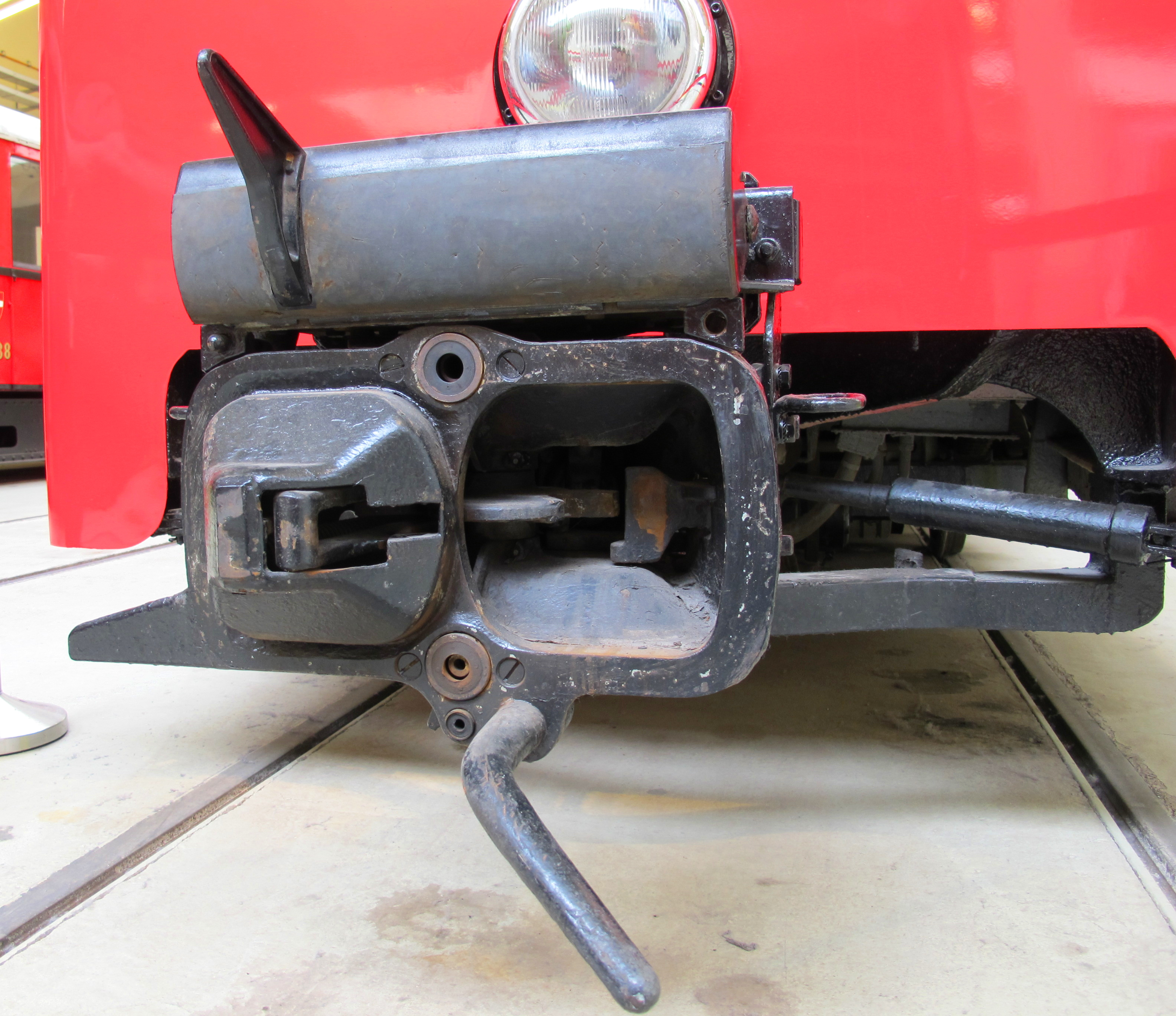
Scharfenbergkupplung an einem Triebwagen N1 der Wiener Stadtbahn
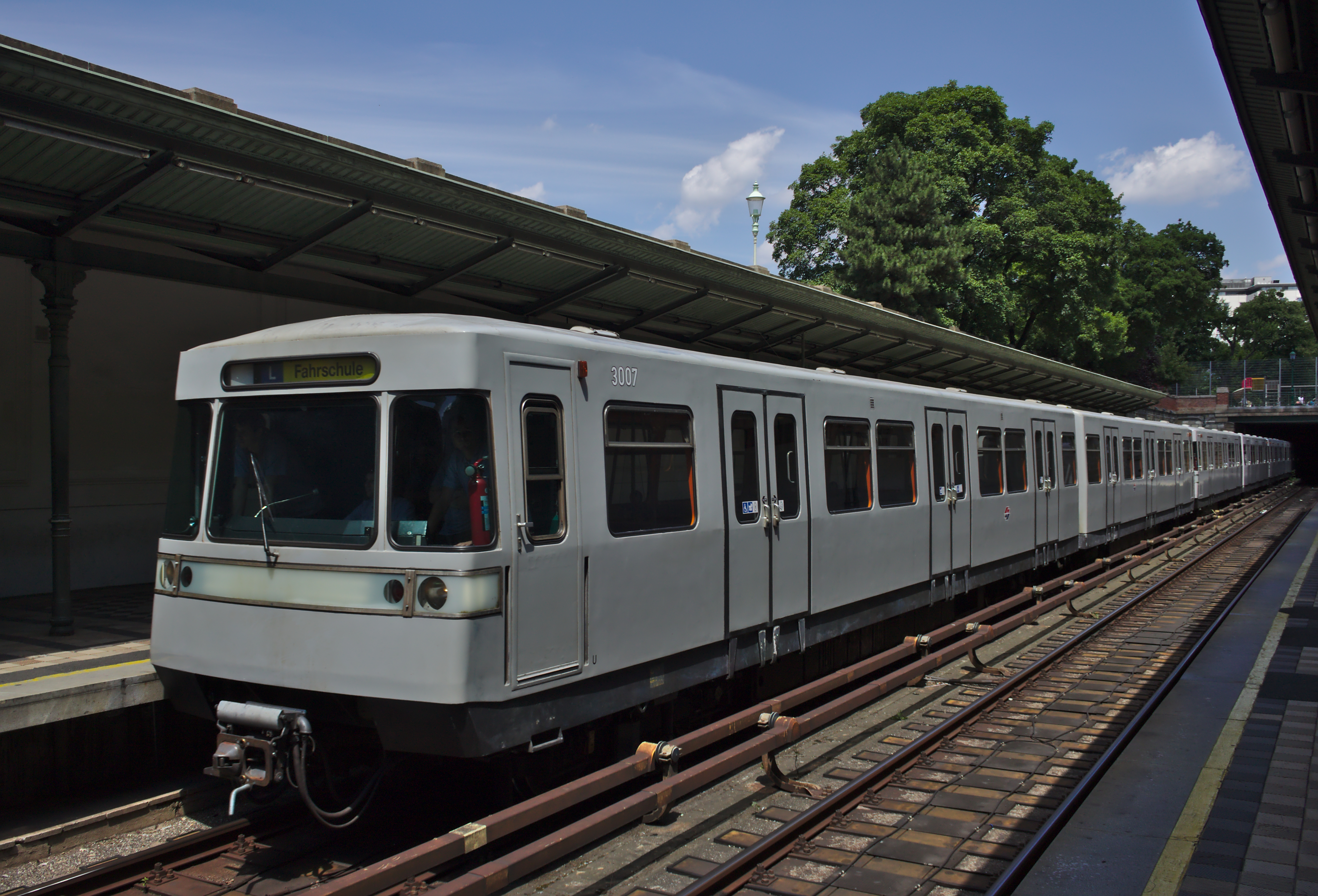
Type U der Wiener U-Bahn
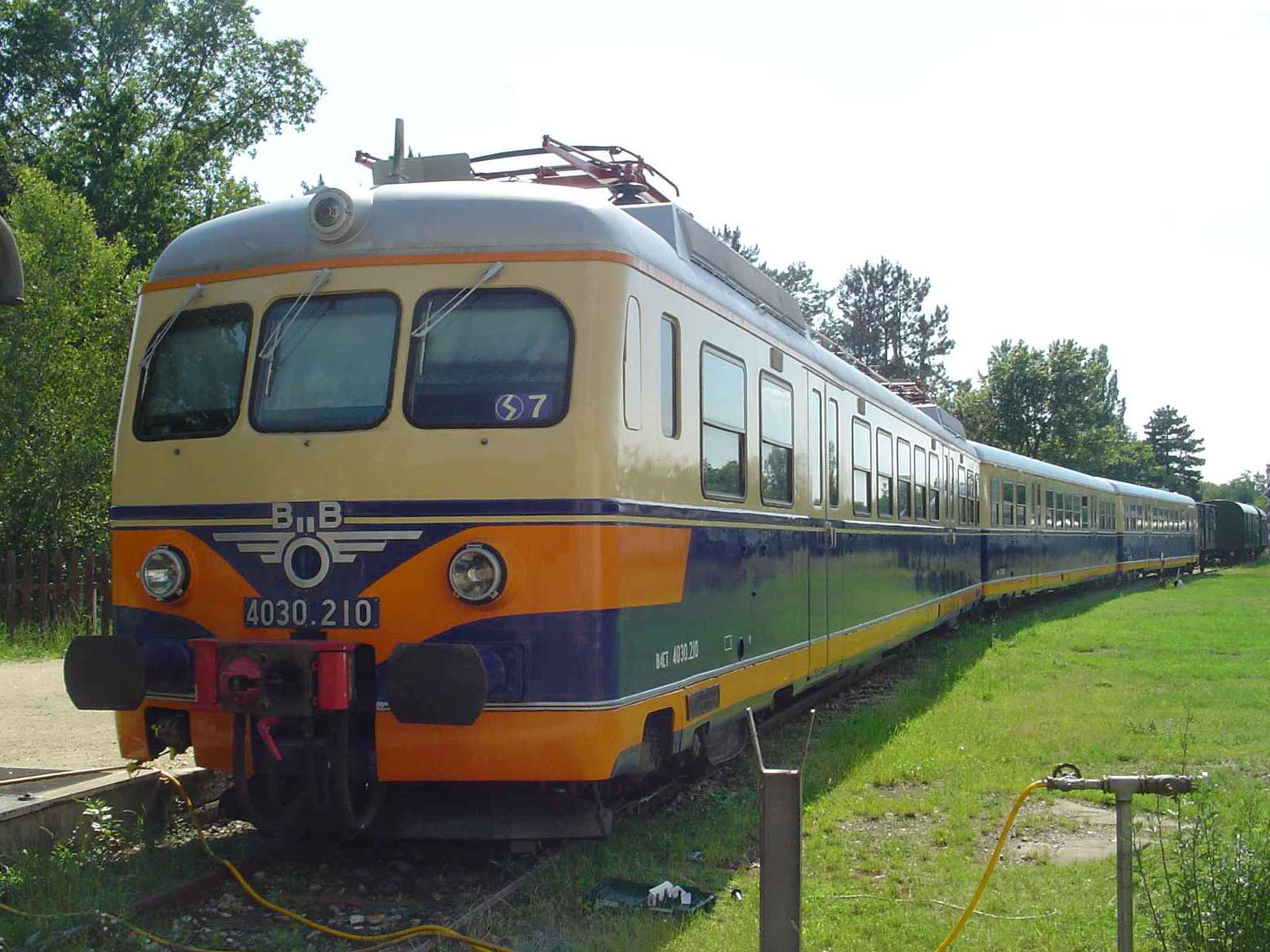
ÖBB 4030
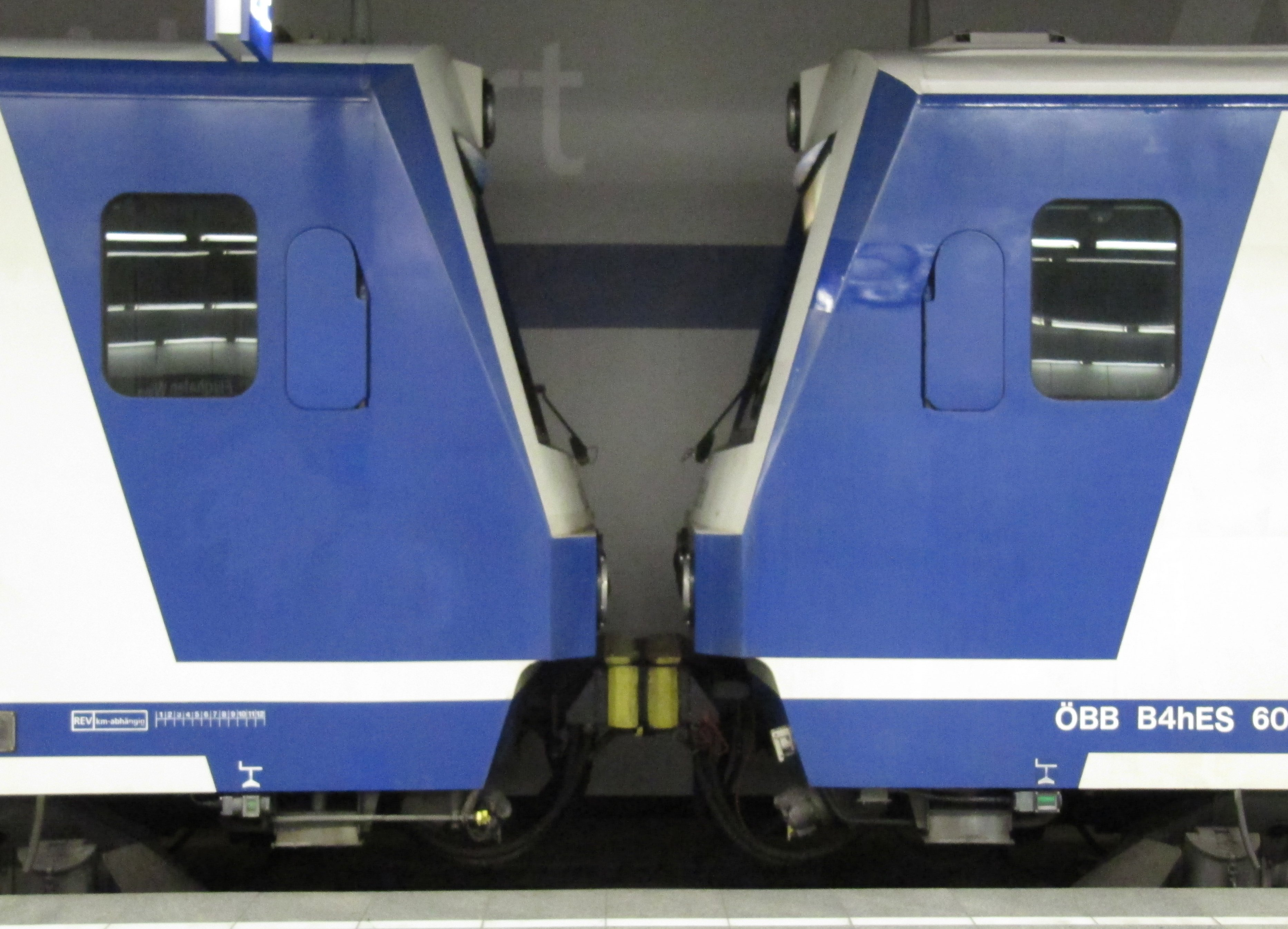
ÖBB 4020
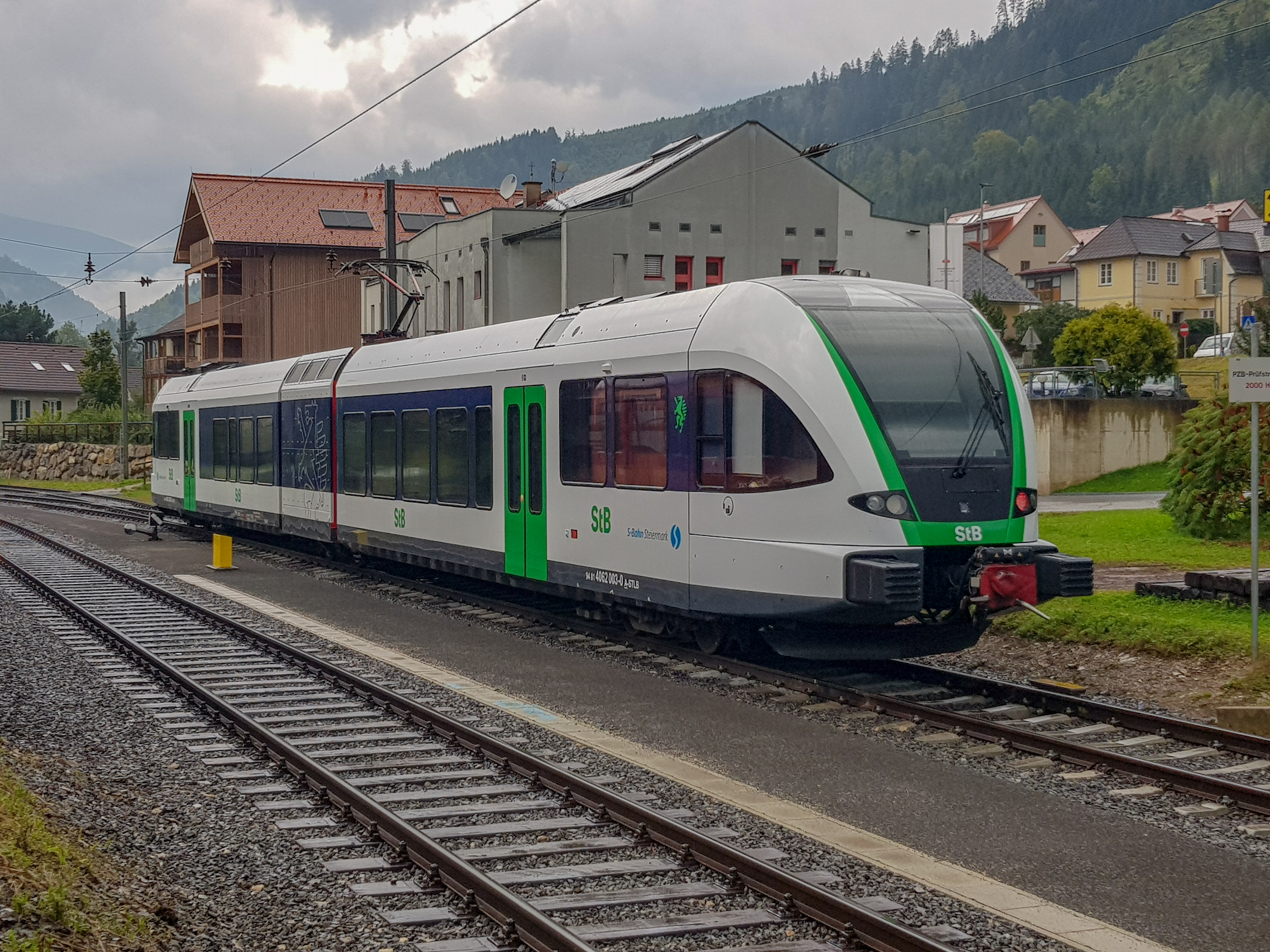
Stadler GTW (Reihe 4062) der Steiermarkbahn
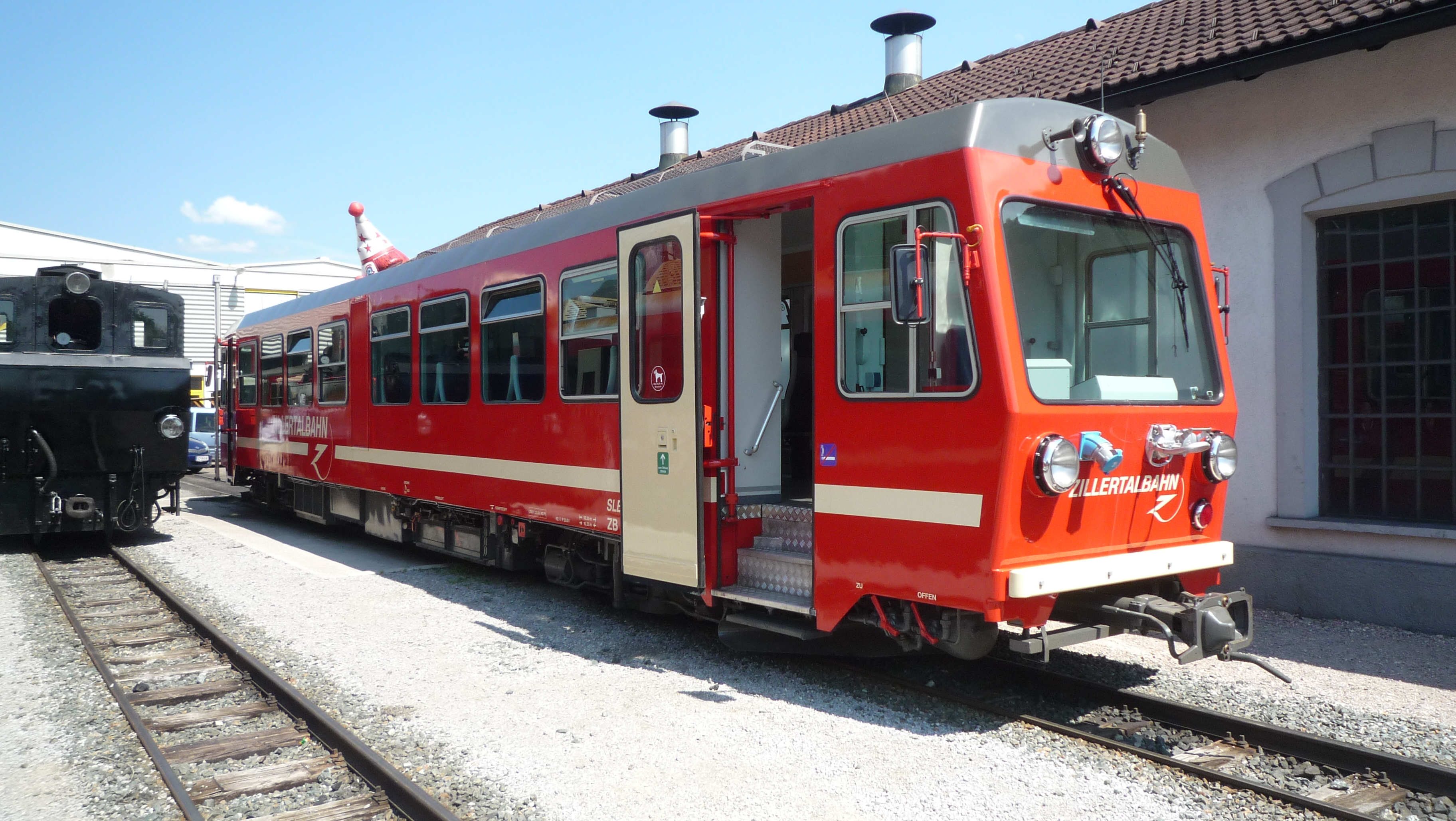
Ex ÖBB 5090 bei der Zillertalbahn
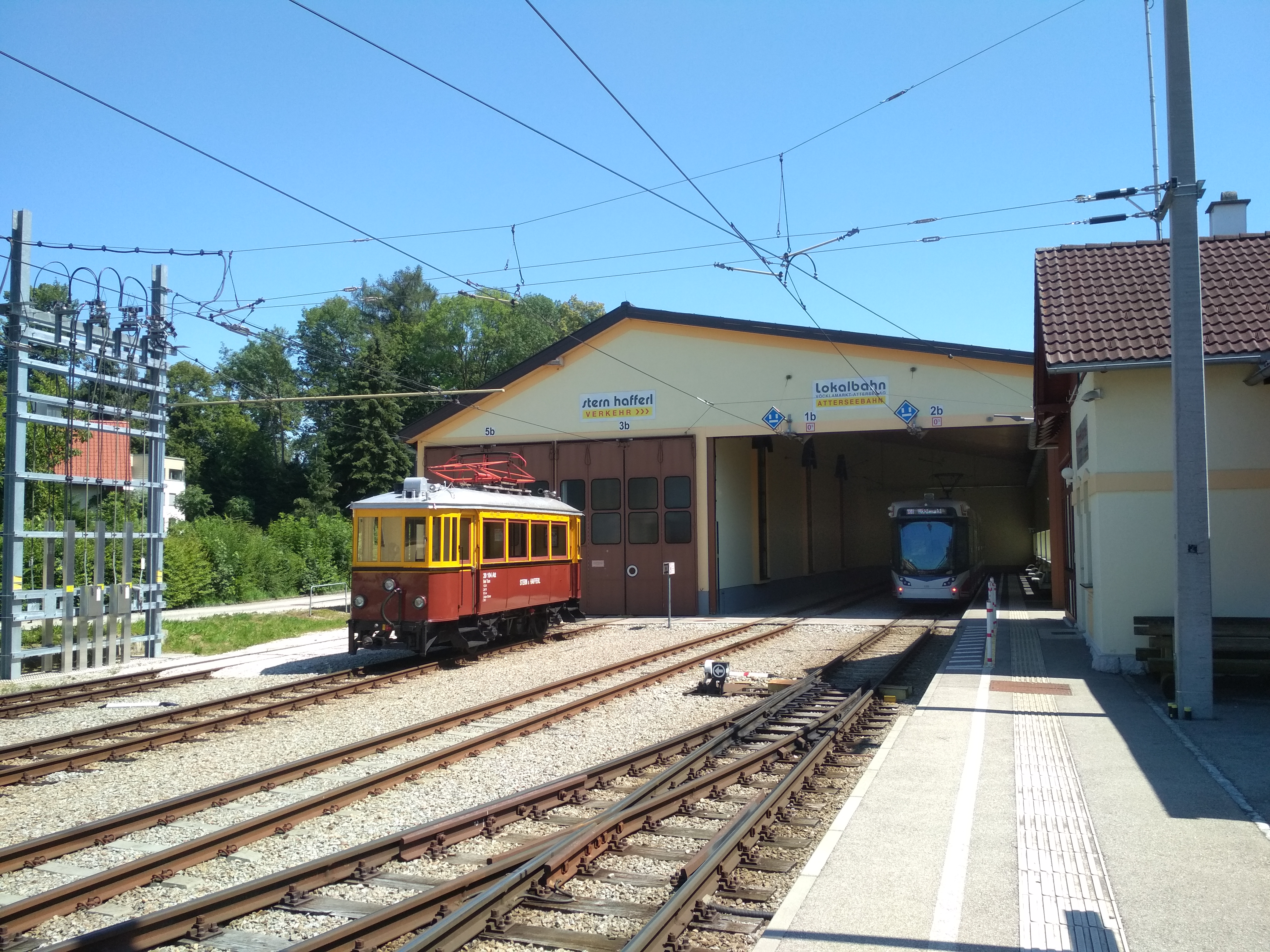
Historischer Triebwagen der Attergaubahn von 1914 mit Scharfenbergkupplung
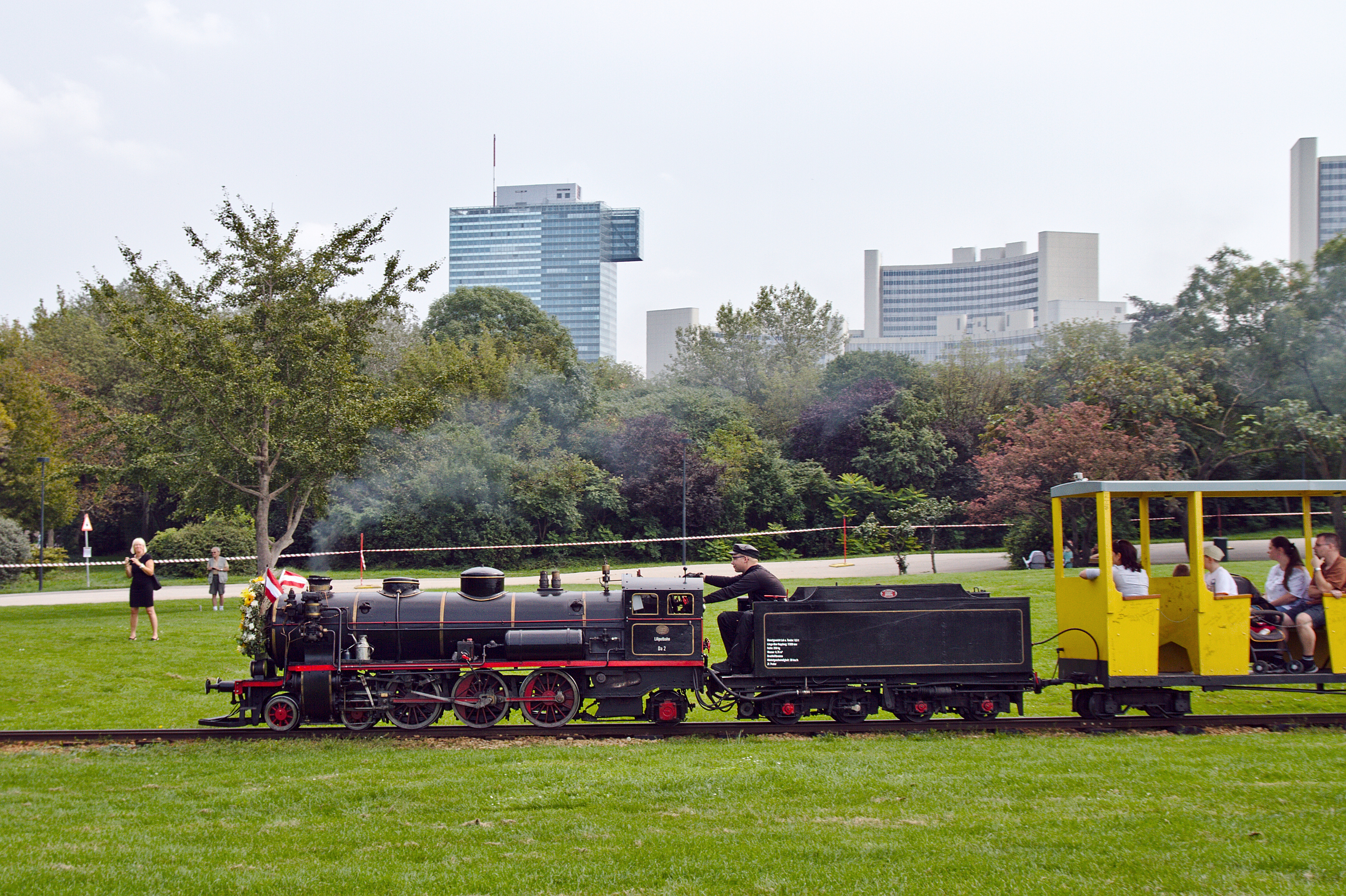
Dampflok der Wiener Liliputbahn mit Schaku zwischen Tender und Personenwagen

### CD
- Scharfenberg GmbH und Co. KG: Schaku Interaktiv, CD, 2000